# 恆安邨
恆安邨（英語：Heng On Estate）是香港公共屋邨，位於新界沙田區馬鞍山東部，位於擴展市區配屋區內。本邨乃馬鞍山新市鎮首個入伙的屋邨，以及香港首個採用Y3型大廈設計的屋邨，於1987年2月16日入伙，1988年3月24日由時任布政司霍德爵士主持揭幕。本邨由房屋署總建築師設計，項目編號ST13，商場及中央花園獲得1989年香港建築師學會優異獎。
恆安邨屬租者置其屋計劃，直至2020年中，出售率為約92%，是繼顯徑邨後全港租置屋邨出售率第二高。
恆安邨與毗鄰的耀安邨、利安邨、頌安邨以及欣安邨合稱為「五安」。

## 屋邨資料
恆安邨於1983年規劃，1984年10月動工，1987年落成，是馬鞍山新市鎮首個入伙的公共屋邨，也是租者置其屋計劃的首批屋邨。恆安邨共有7座樓宇，樓宇名稱皆以自然景物命名。2023年起為了提升本邨住客安全，開始改用智能咭，取代輸入密碼。

### 樓宇
| 樓宇名稱（座號） | 樓宇類型            | 落成年份 | 入伙日期           | 層數 | 每層伙數 | 單位數目（伙） | 建築師         | 承建商   | 升降機合約及首次安裝的型號 | 期數 |
| ---------------- | ------------------- | -------- | ------------------ | ---- | -------- | -------------- | -------------- | -------- | -------------------------- | ---- |
| 恆江樓（第1座）  | 雙翼新長型 呈135度  | 1986年   | 1987年3月17日至6月 | 21   | 52       | 1040           | 房屋署總建築師 | 瑞安建業 | 奧的斯 SPEC V (ACVV)       | 1    |
| 恆山樓（第2座）  | Y3型 （早期型設計） | 1986年   | 1987年3月17日至6月 | 35   | 24       | 816            | 房屋署總建築師 | 瑞安建業 | 奧的斯 VIP-260 (DC)        | 1    |
| 恆峰樓（第3座）  | Y3型 （早期型設計） | 1986年   | 1987年3月17日至6月 | 35   | 24       | 816            | 房屋署總建築師 | 瑞安建業 | 奧的斯 VIP-260 (DC)        | 1    |
| 恆海樓（第4座）  | Y3型 （早期型設計） | 1986年   | 1987年3月17日至6月 | 35   | 24       | 816            | 房屋署總建築師 | 瑞安建業 | 奧的斯 VIP-260 (DC)        | 1    |
| 恆日樓（第8座）  | Y3型 （早期型設計） | 1987年   | 1987年6月至8月     | 35   | 24       | 816            | 房屋署總建築師 | 瑞安建業 | 乘賓（SABIEM） (DC)        | 3    |
| 恆月樓（第9座）  | Y3型 （早期型設計） | 1987年   | 1987年6月至8月     | 35   | 24       | 816            | 房屋署總建築師 | 瑞安建業 | 乘賓（SABIEM） (DC)        | 3    |
| 恆星樓（第10座） | Y3型 （早期型設計） | 1987年   | 1987年6月至8月     | 35   | 24       | 816            | 房屋署總建築師 | 瑞安建業 | 乘賓（SABIEM） (DC)        | 3    |

（註：第5、6、7座指屬於同一項目第二期的錦鞍苑，故此略去此等座號及期數。）

### 設施

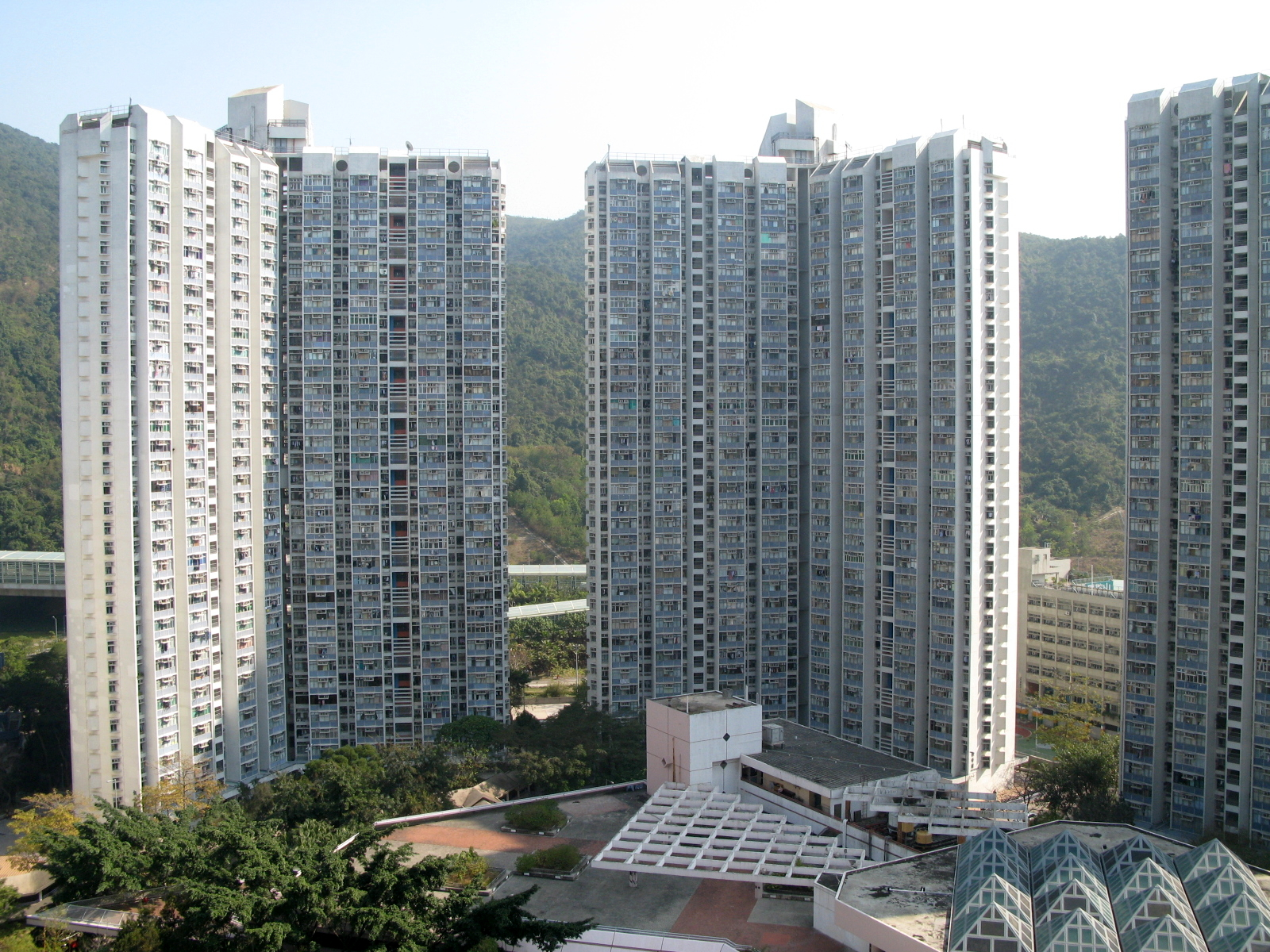
恆安邨

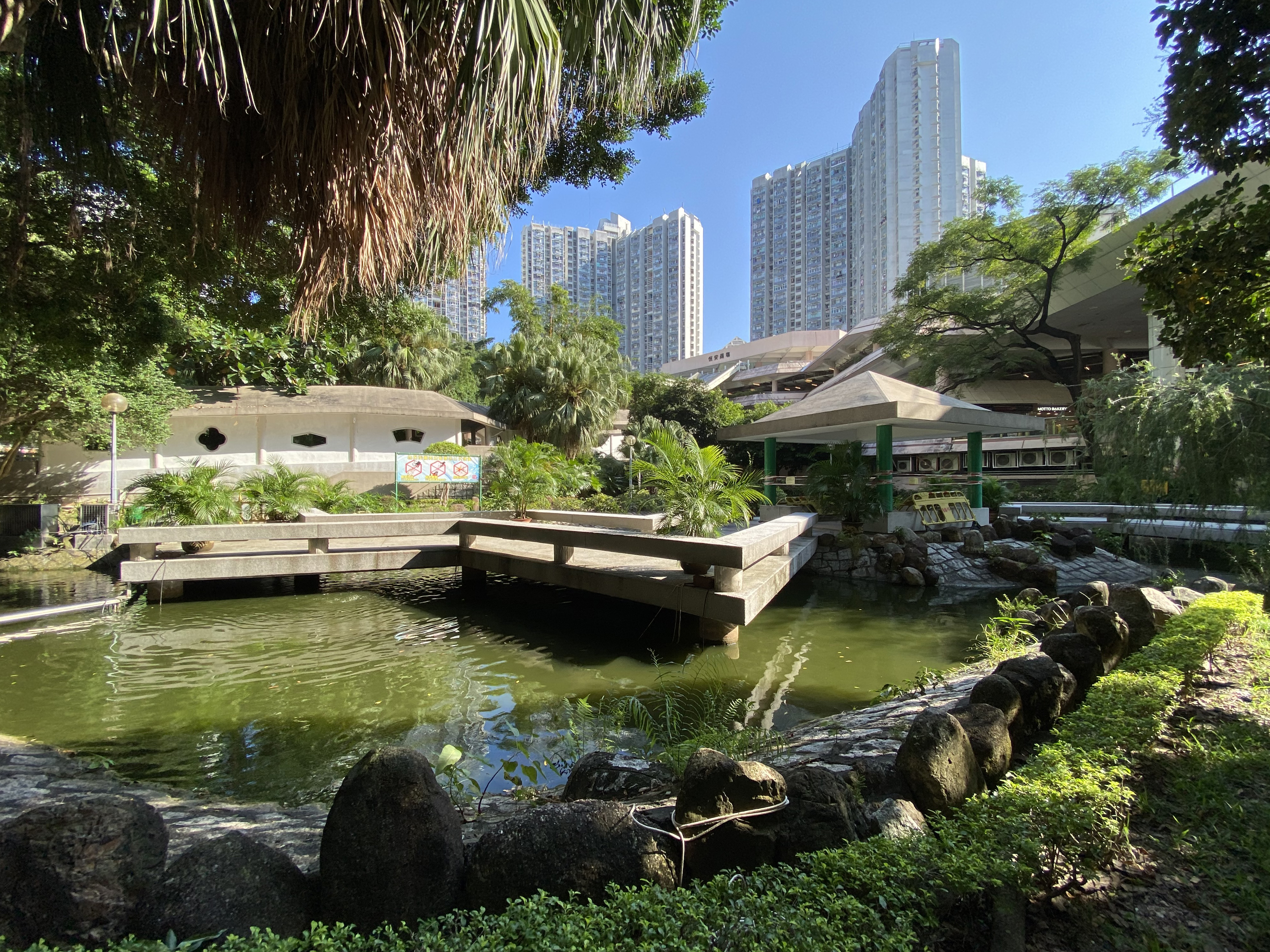
中央花園設有水池

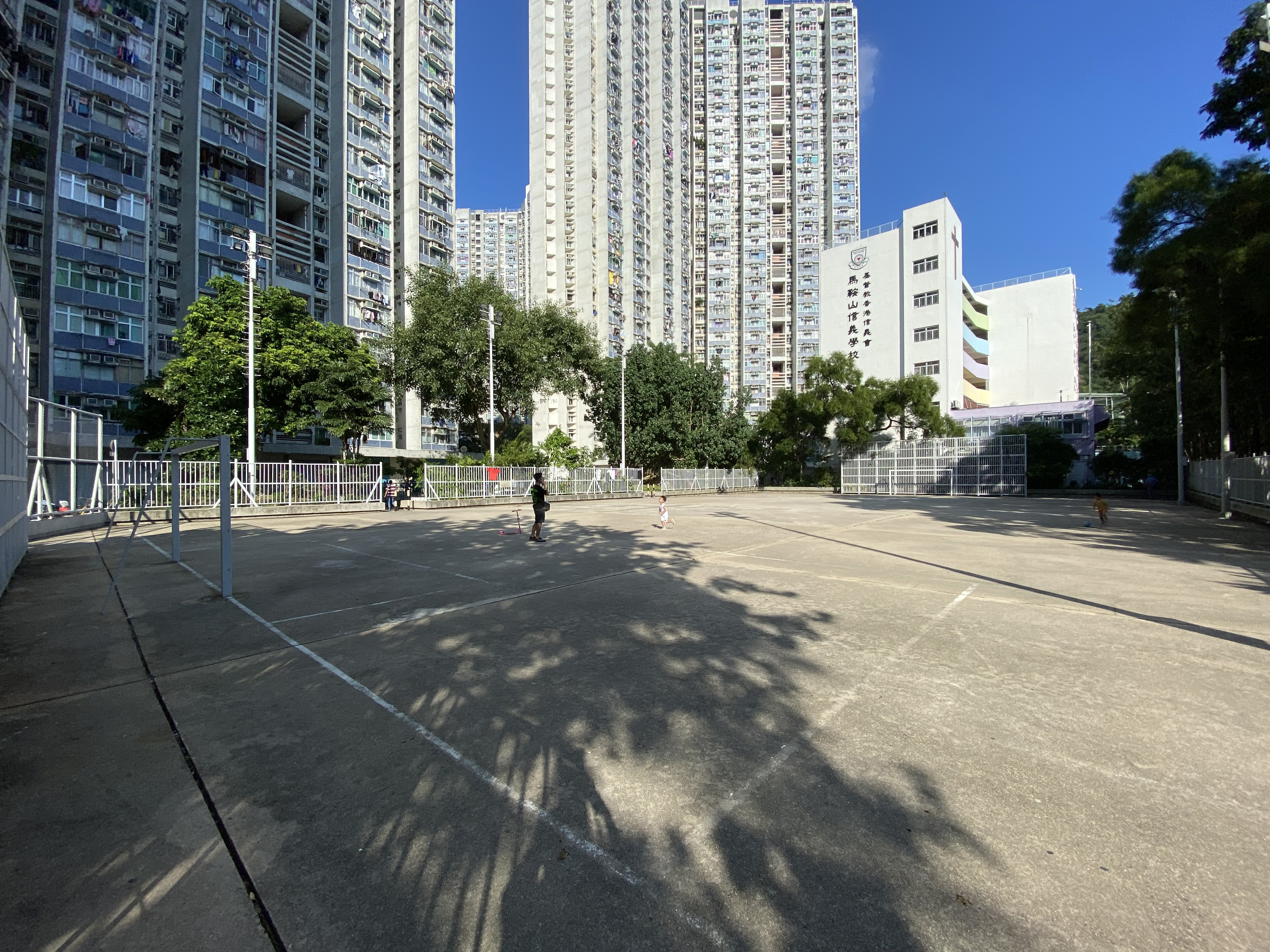
足球場

邨內設中央花園，以中國園林為主題，在1989年獲得香港建築師學會優異獎。主要設施包括兒童遊樂場、滾軸溜冰場、足球場、籃球場和健體區等。

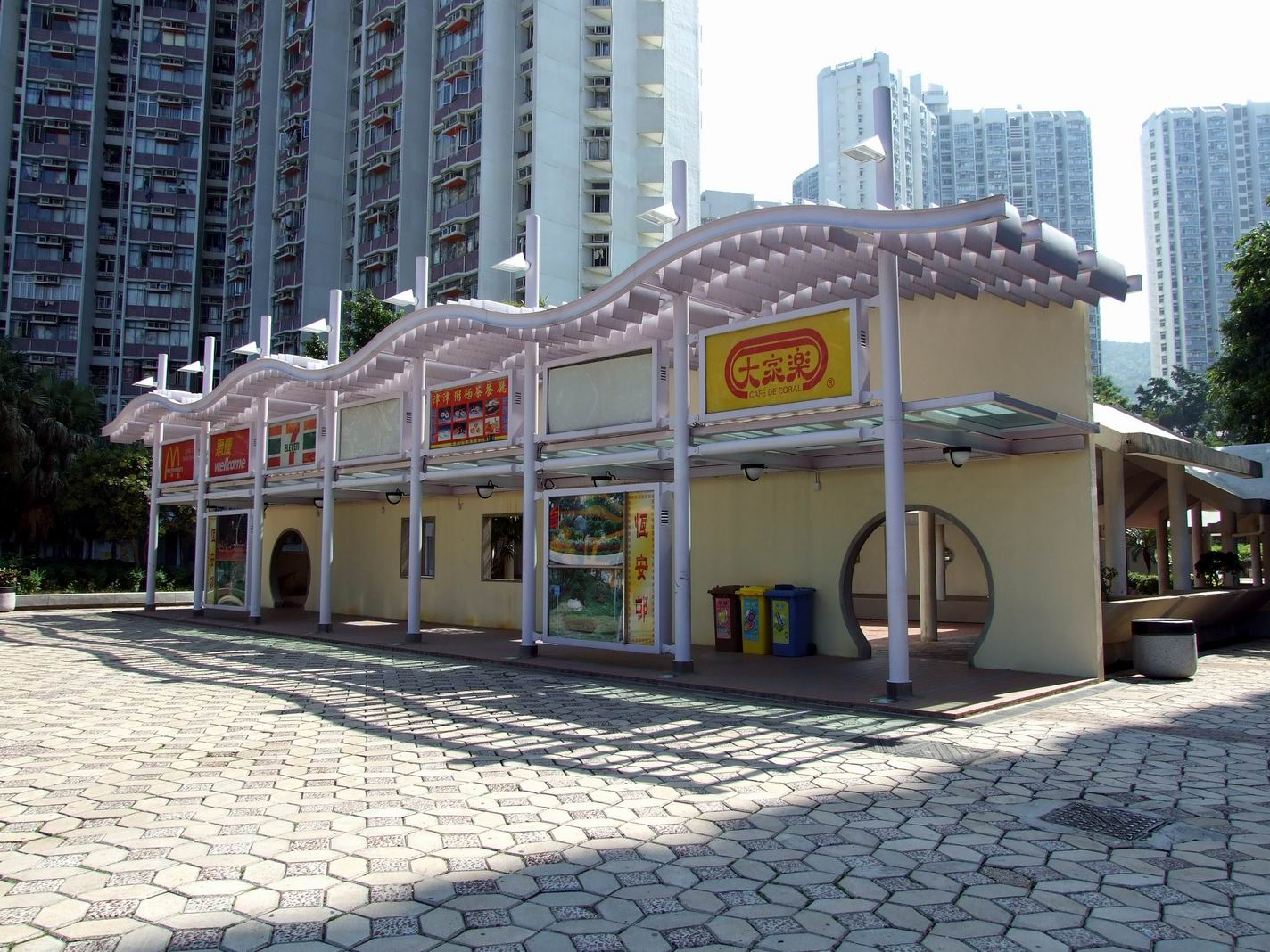
恆安邨入口
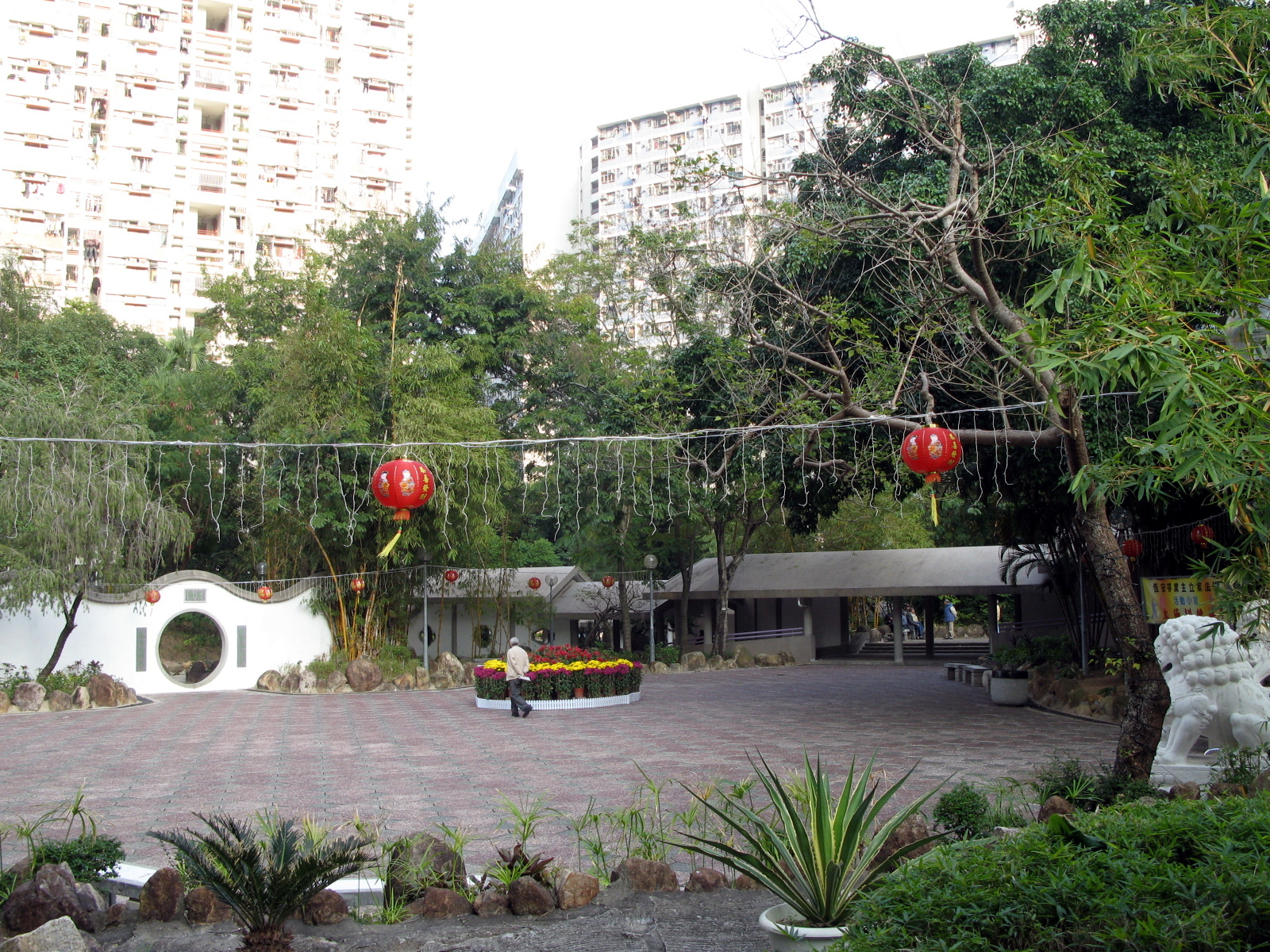
中央花園 - 獅子廣場
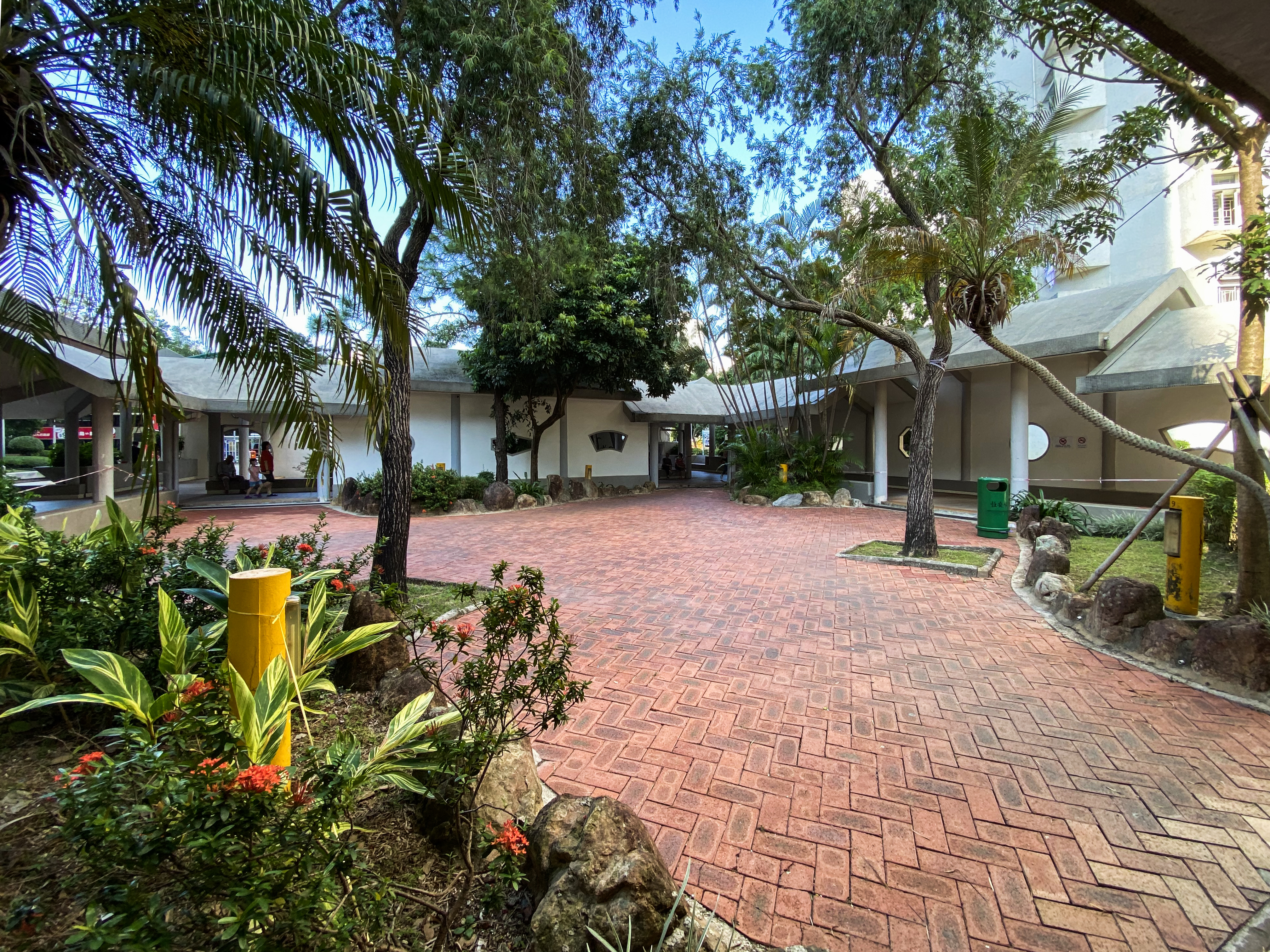
中央花園 - 庭院
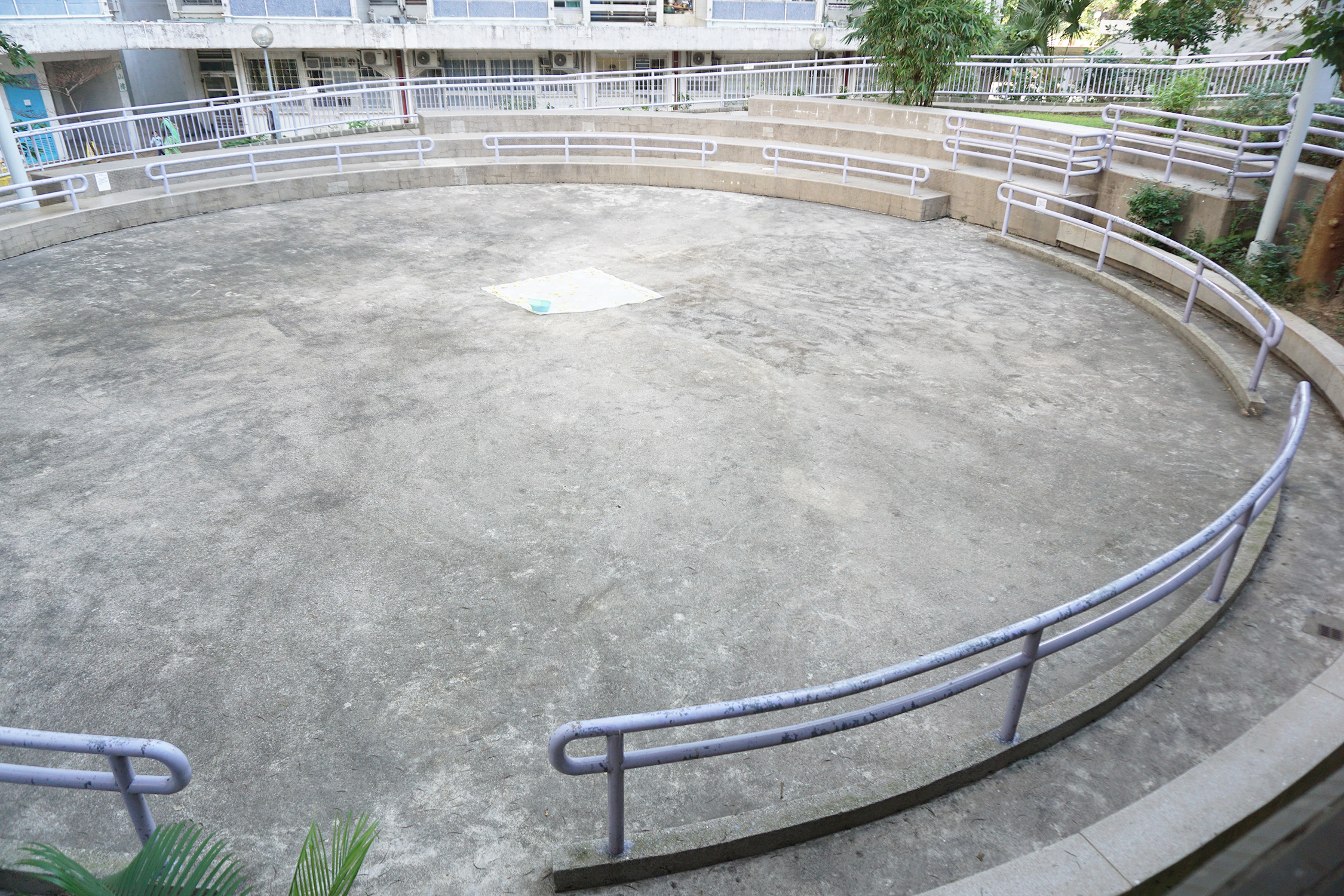
滾軸溜冰場
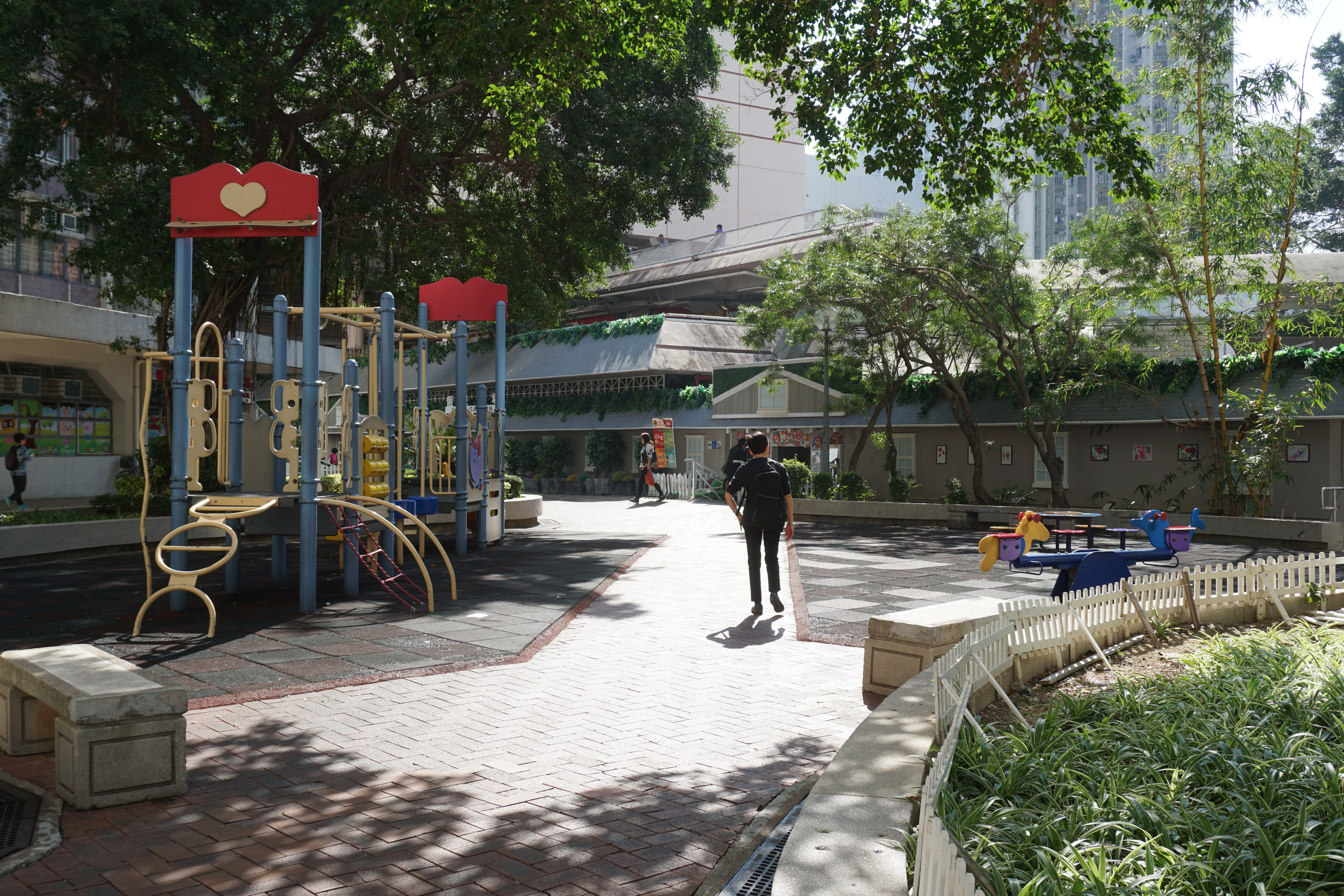
兒童遊樂場及搖搖板
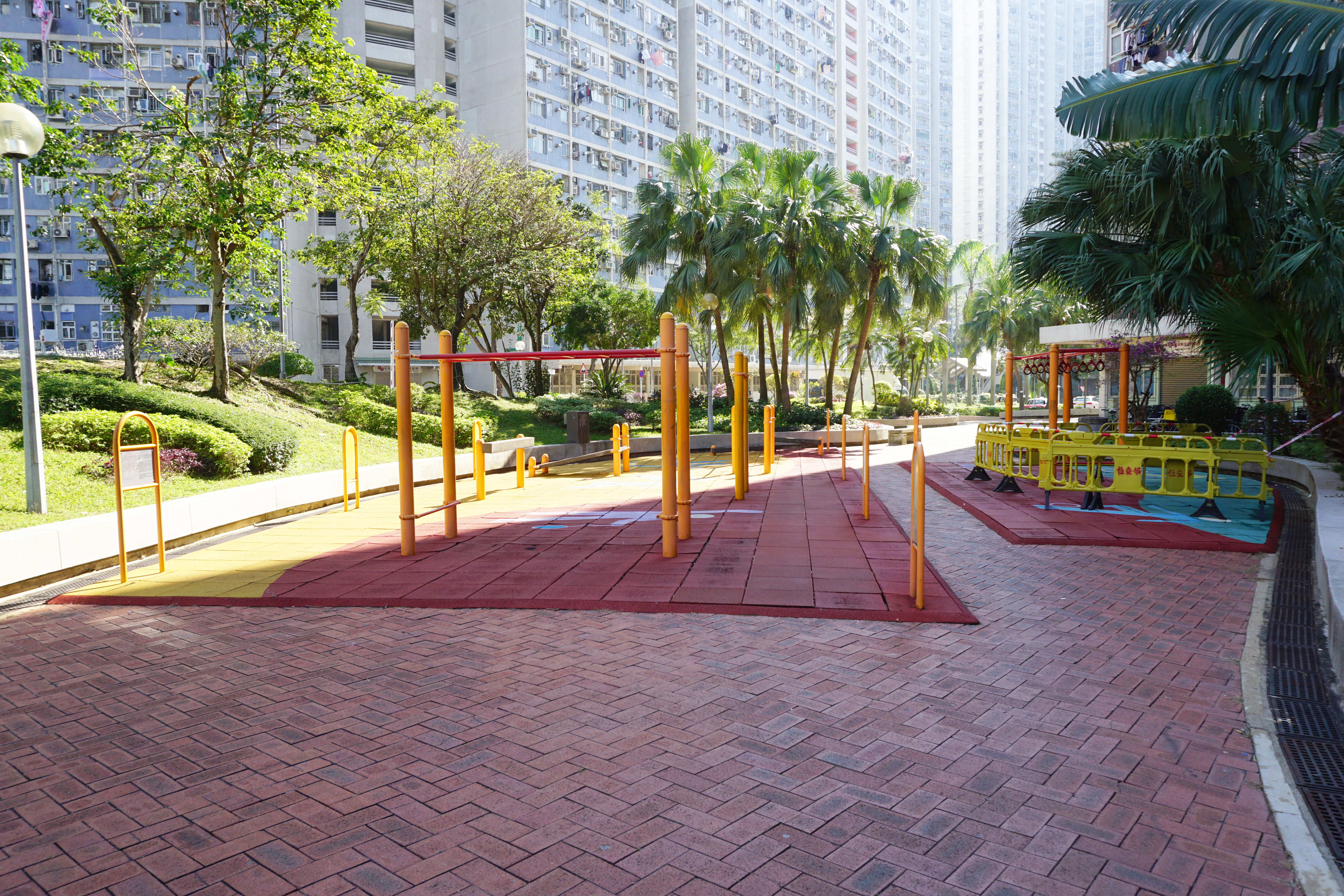
健體區（2）及平衡吊環
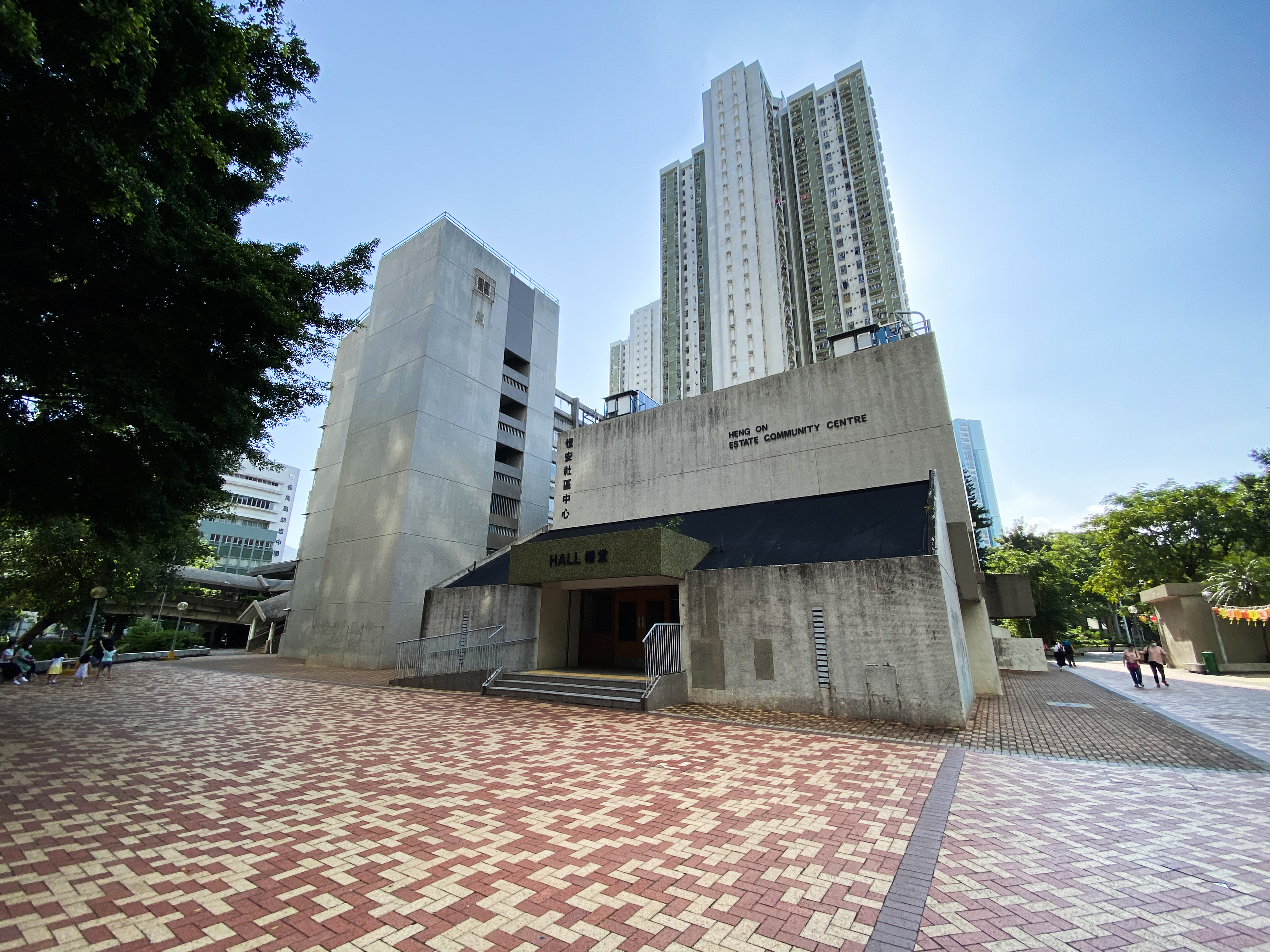
恒安社區中心
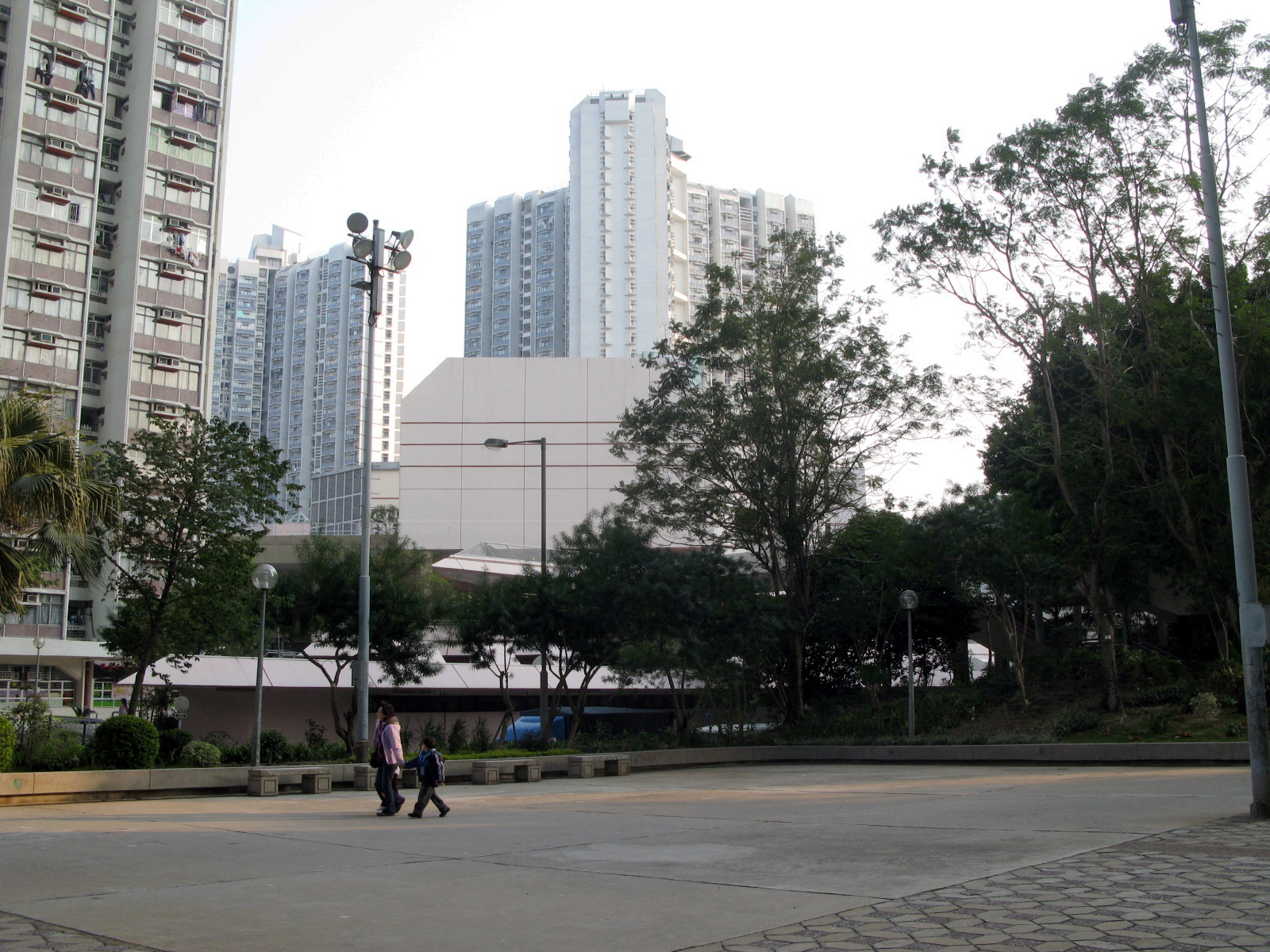
恆安邨內空地
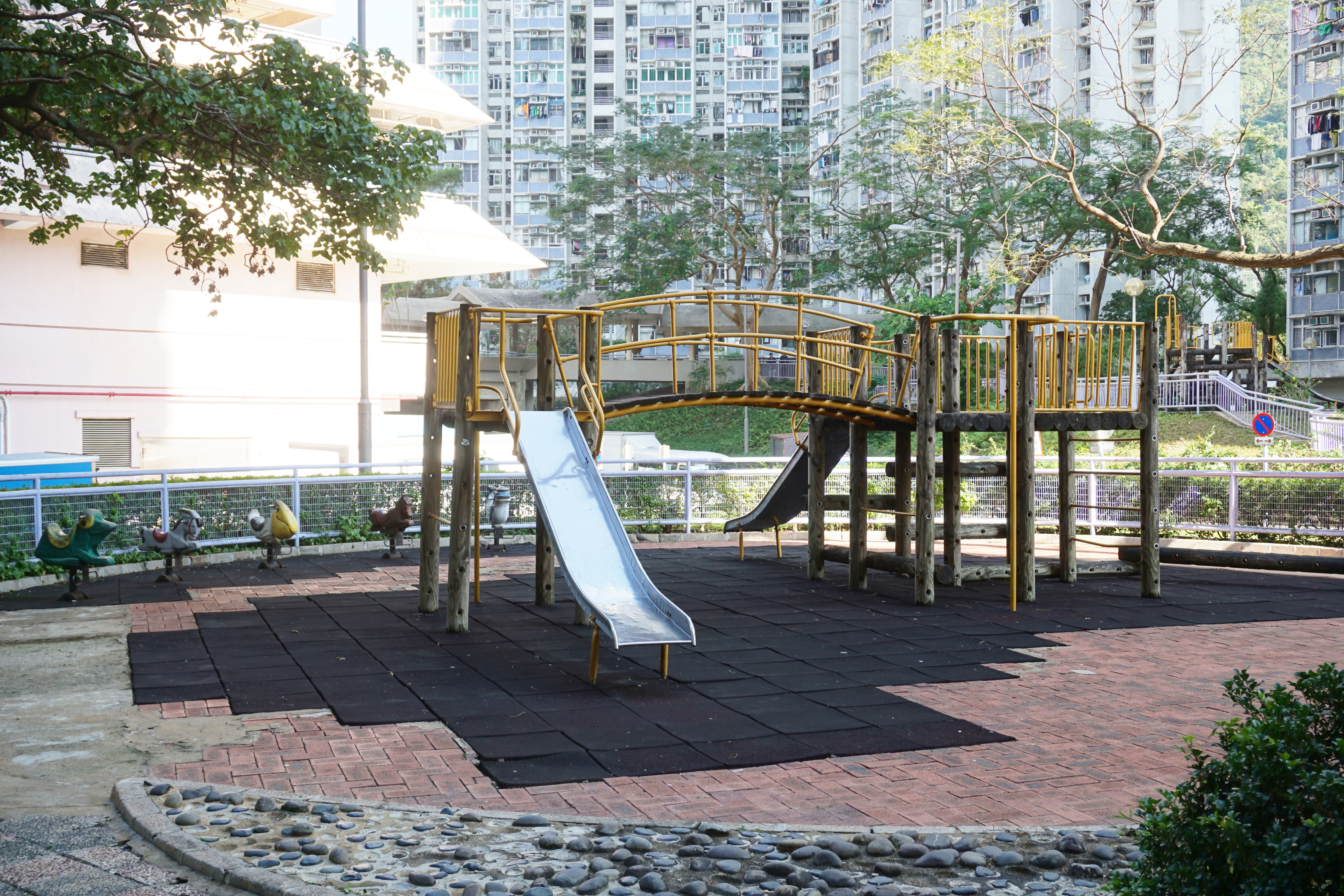
彈簧椅及鋼滑梯
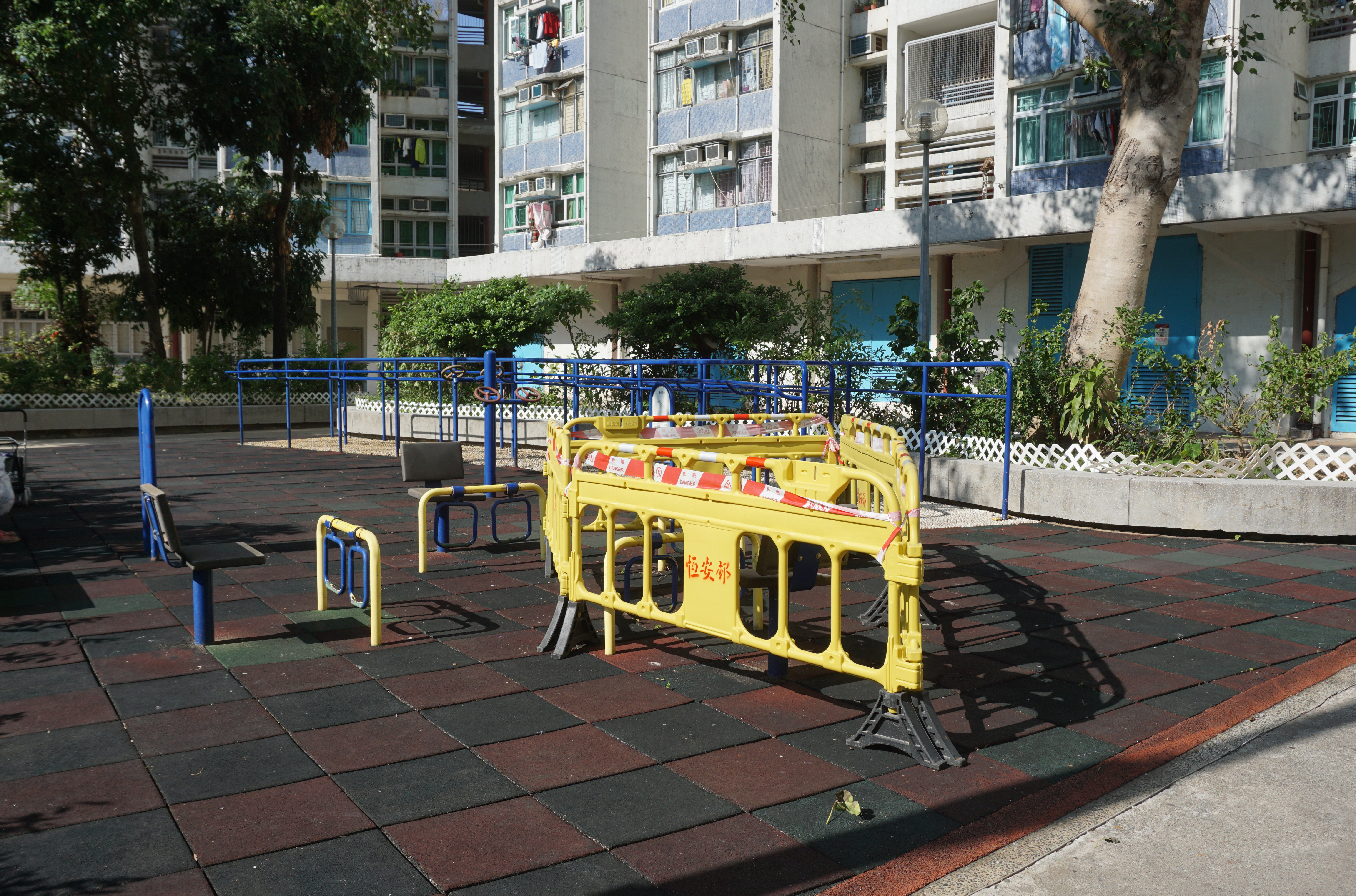
健體區及卵石路步行徑
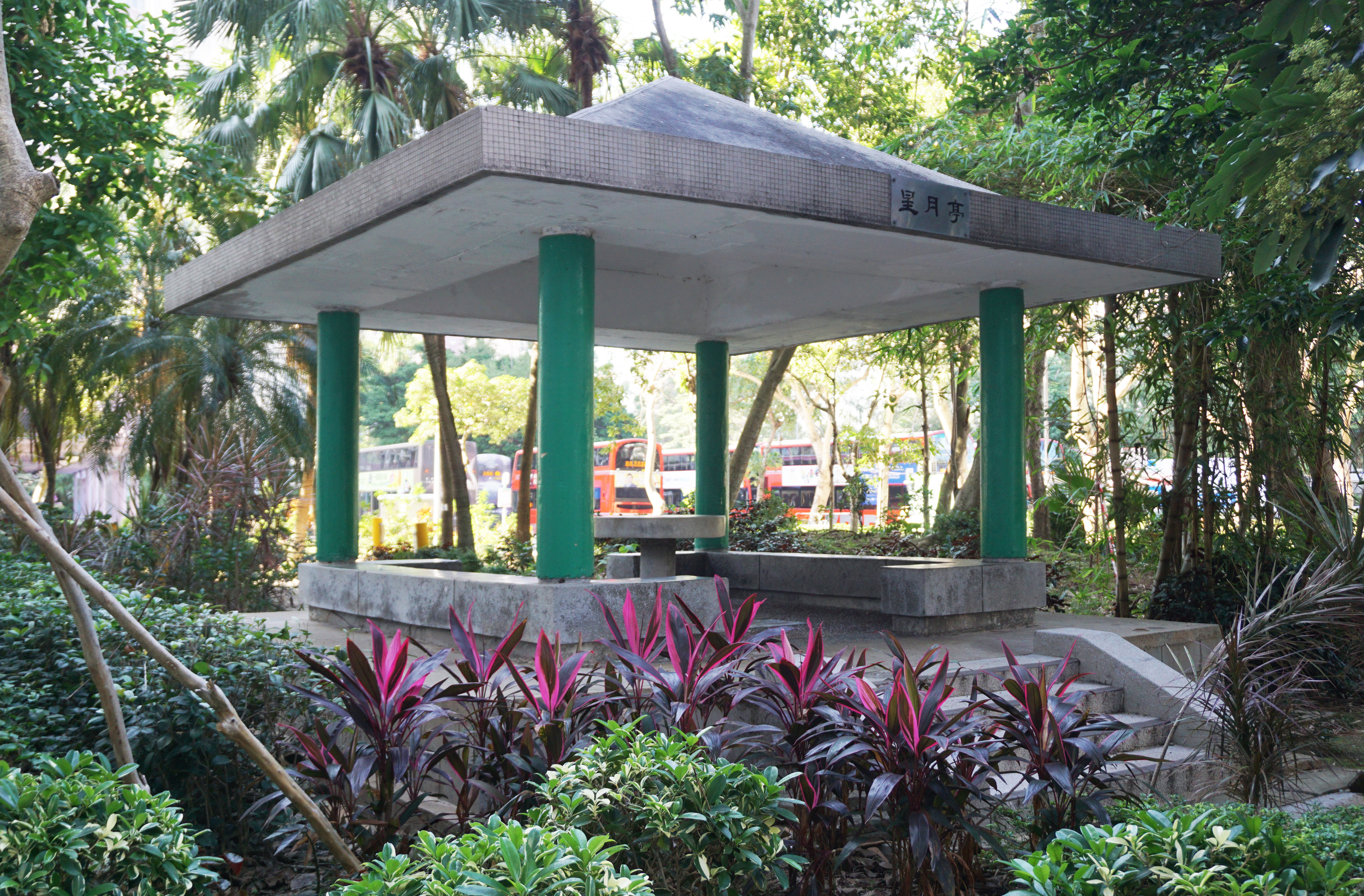
星月亭及棋藝區
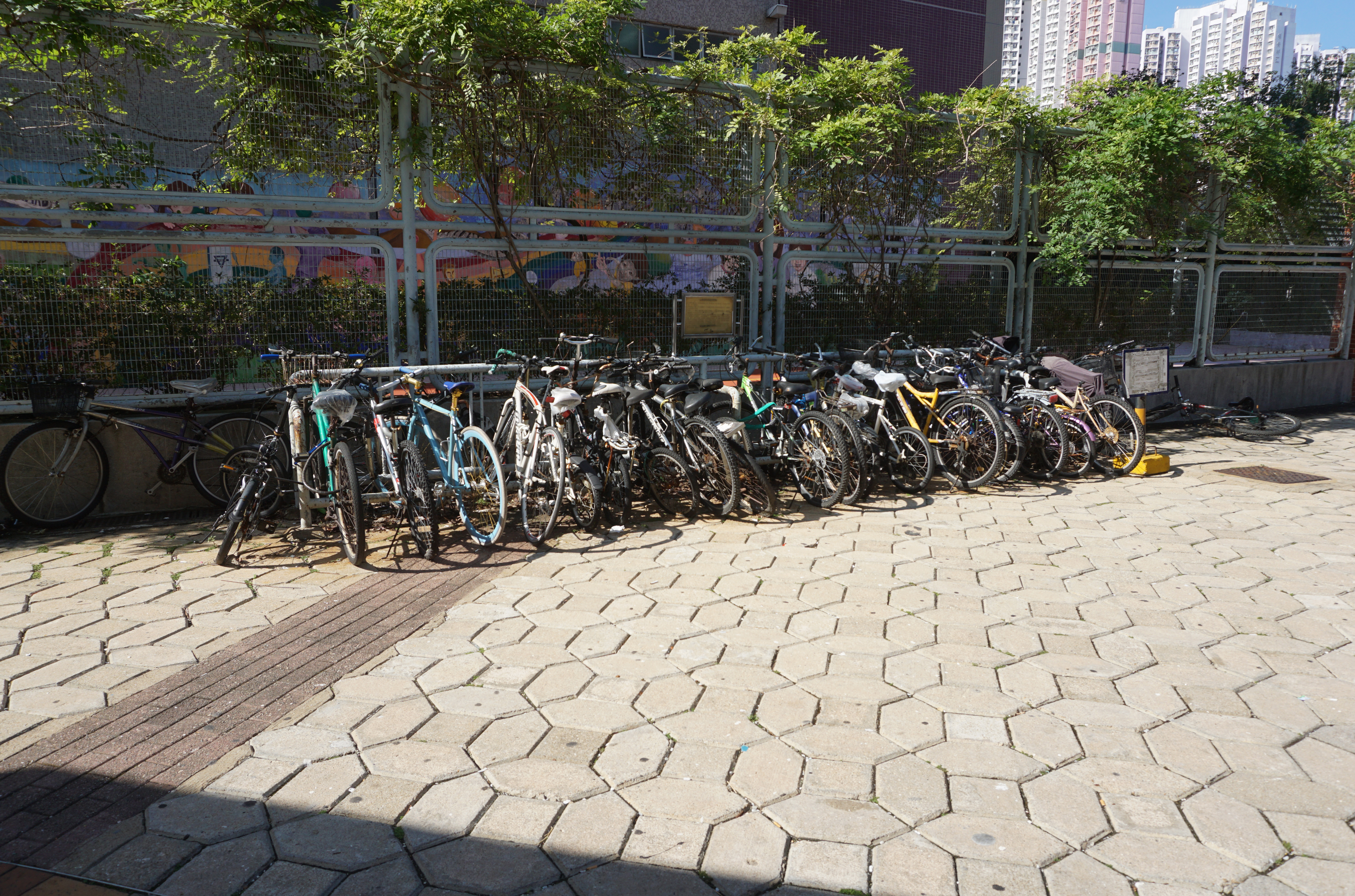
單車停泊處
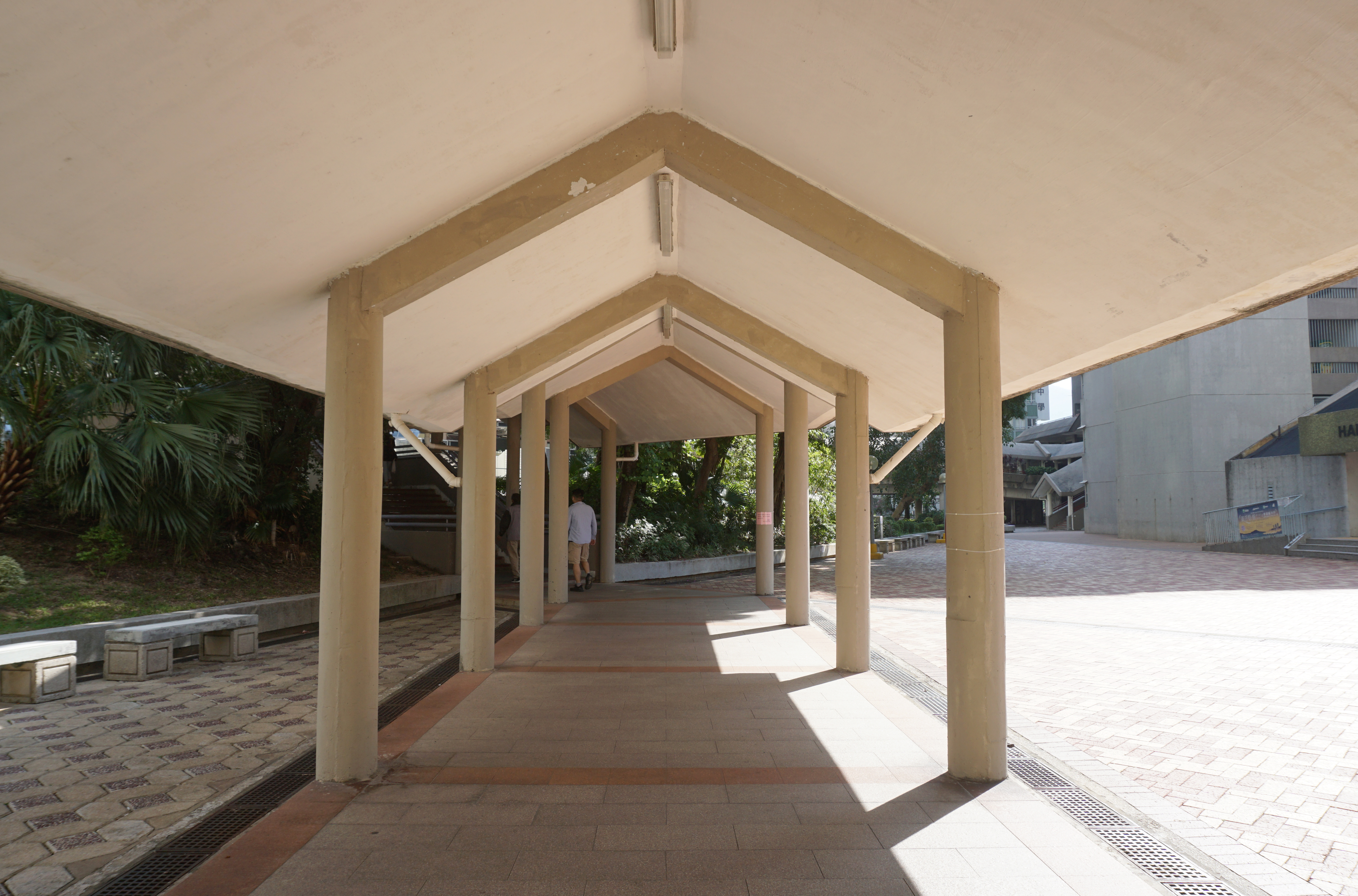
有蓋行人通道

### 商業設施

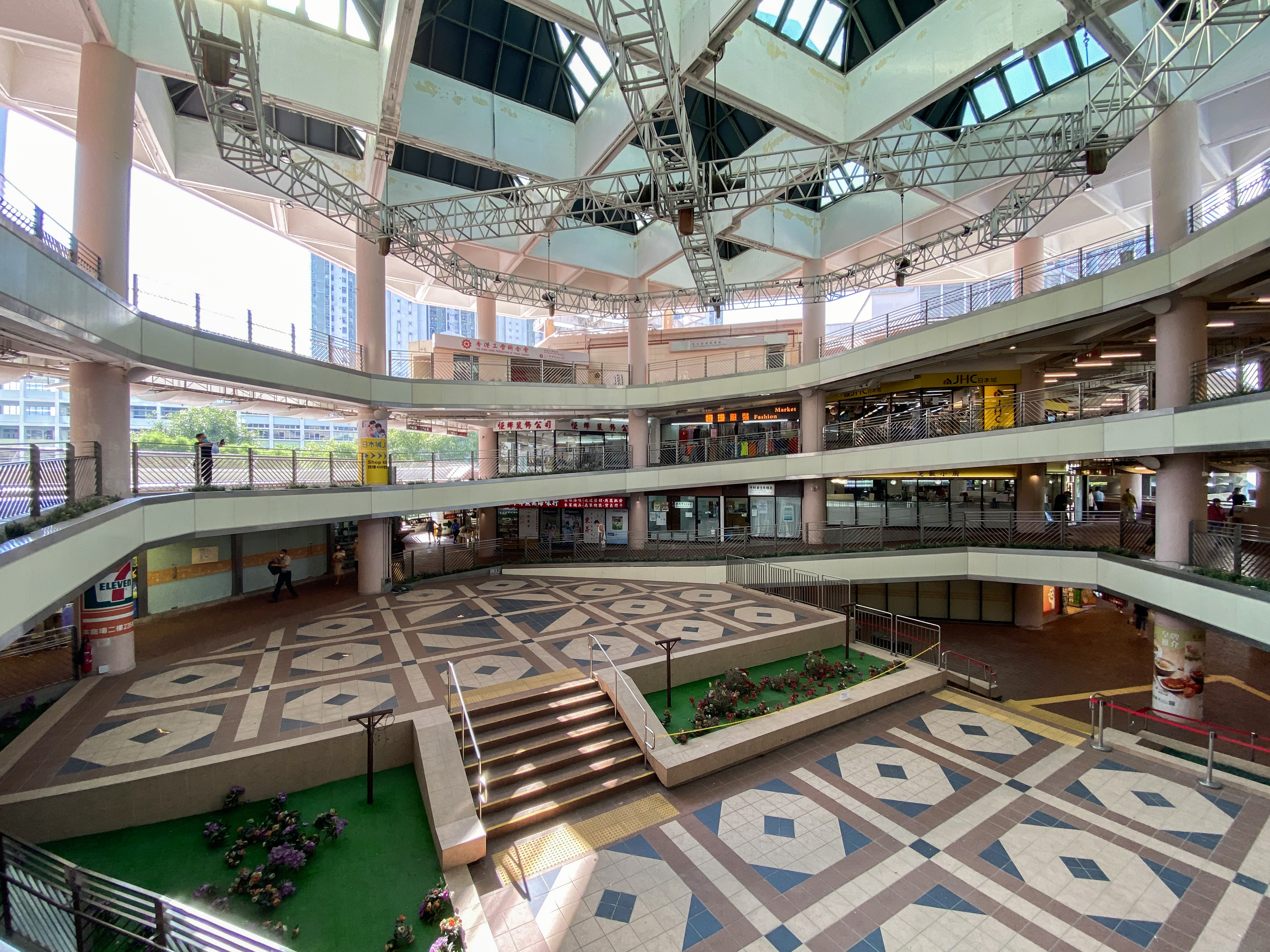
恆安商場中庭

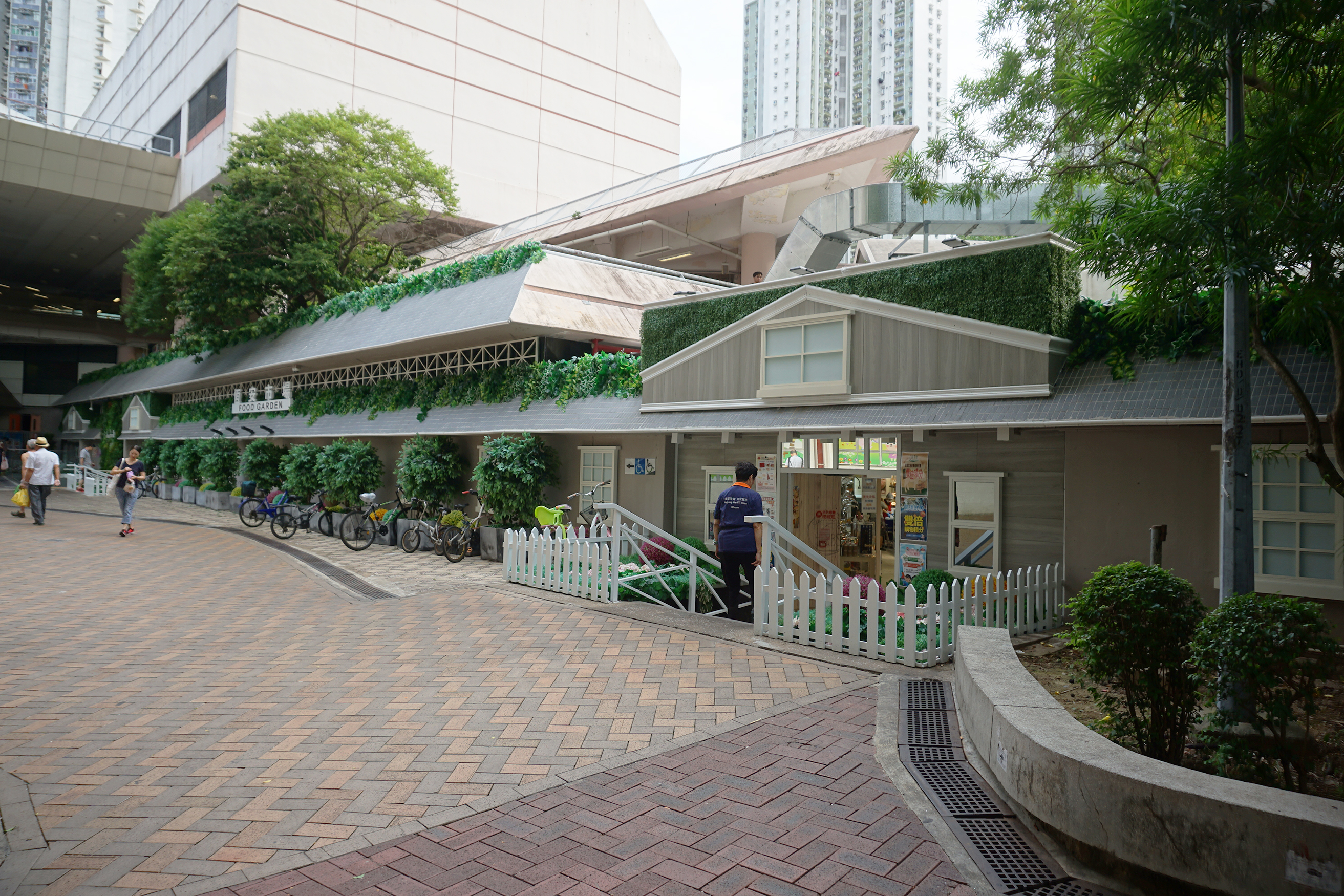
恆安市場外觀及入口

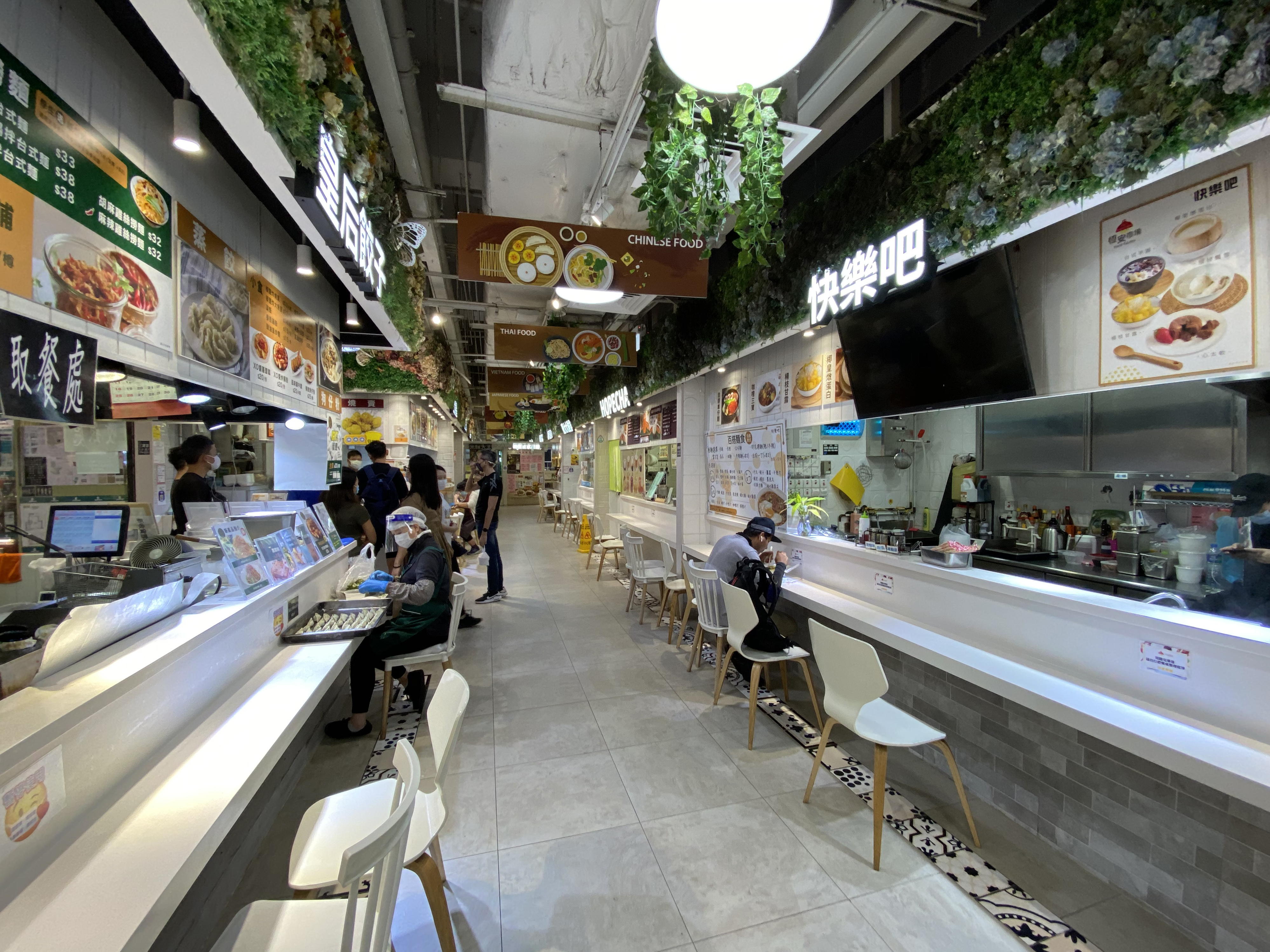
恆安市場小食區

#### 恆安商場
恆安商場1987年開業，樓高4層，內部樓面面積115,804呎。商場採用開放式設計，融入大自然。2樓主要租戶包括麥當勞、7-11便利店、架勢廚房、薄餅博士、魚尚、屈臣氏、萬寧、惠康超級市場、美心西餅、大昌食品市場（12/12/2000-2024，開業共23年，已在3月31日結業）、759阿信屋、鐘錶店、家居電器店、中醫診所、西醫診所、藥房、蔘茸燕窩海味店、洗衣店、體育用品店、學生校服店、鞋業皮具店、手機店、恒安郵政局和中國銀行；3樓主要租戶包括沙田婦女會阮偉文恒安服務中心、跆拳道訓練學校、日本城、牙科診所、骨傷及脊椎專科診所、麵包城、譚仔三哥、薩莉亞、恆安冰室（已於2024年5月31日六時結束營業）、漁米之鄉火煱海鮮酒家、大家樂和旗下的米線陣；4樓設康美醫療、OP Cut 單剪、健身中心、長者日間中心和恆安體育館。

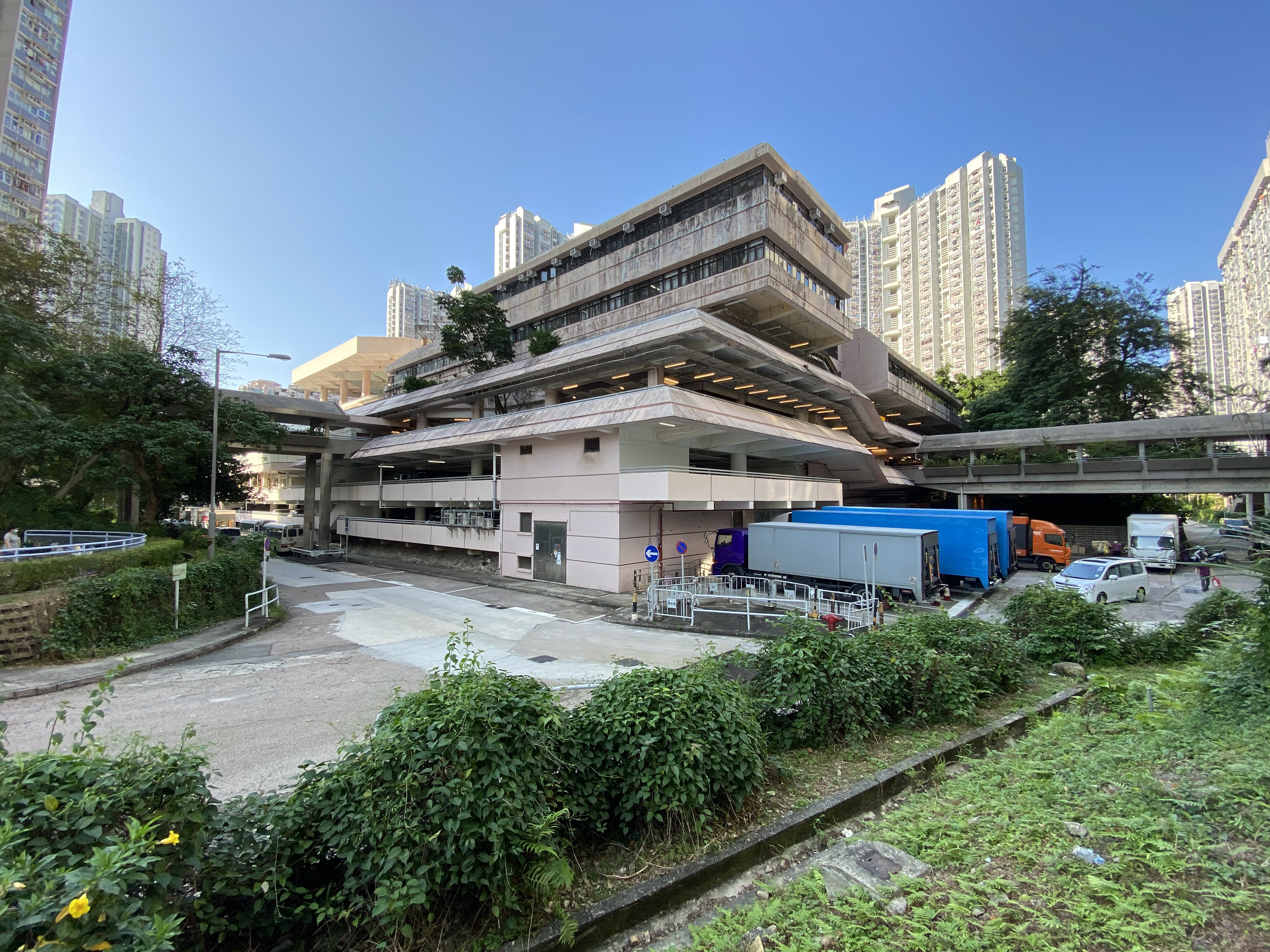
商場外貌
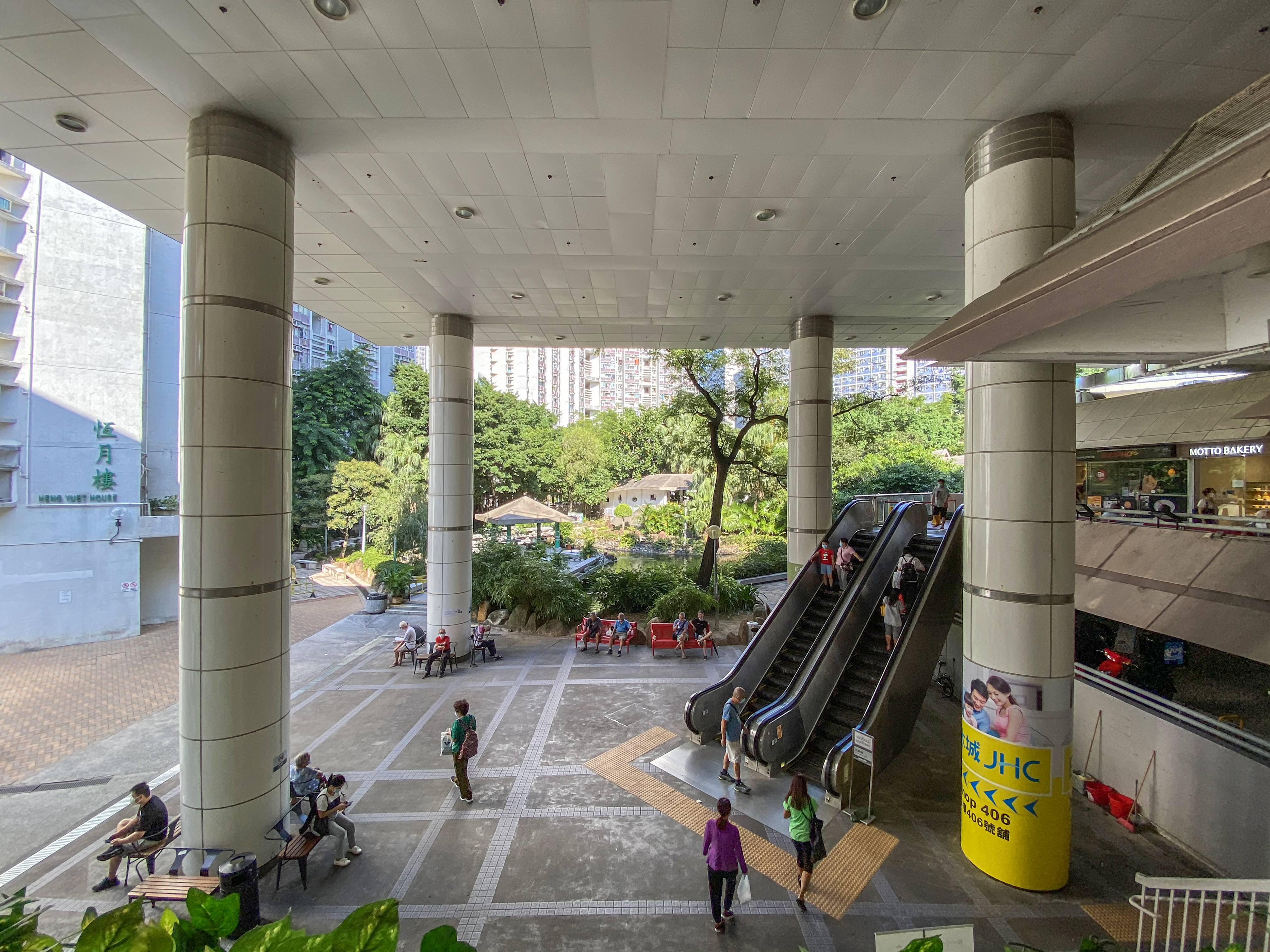
商場入口中庭
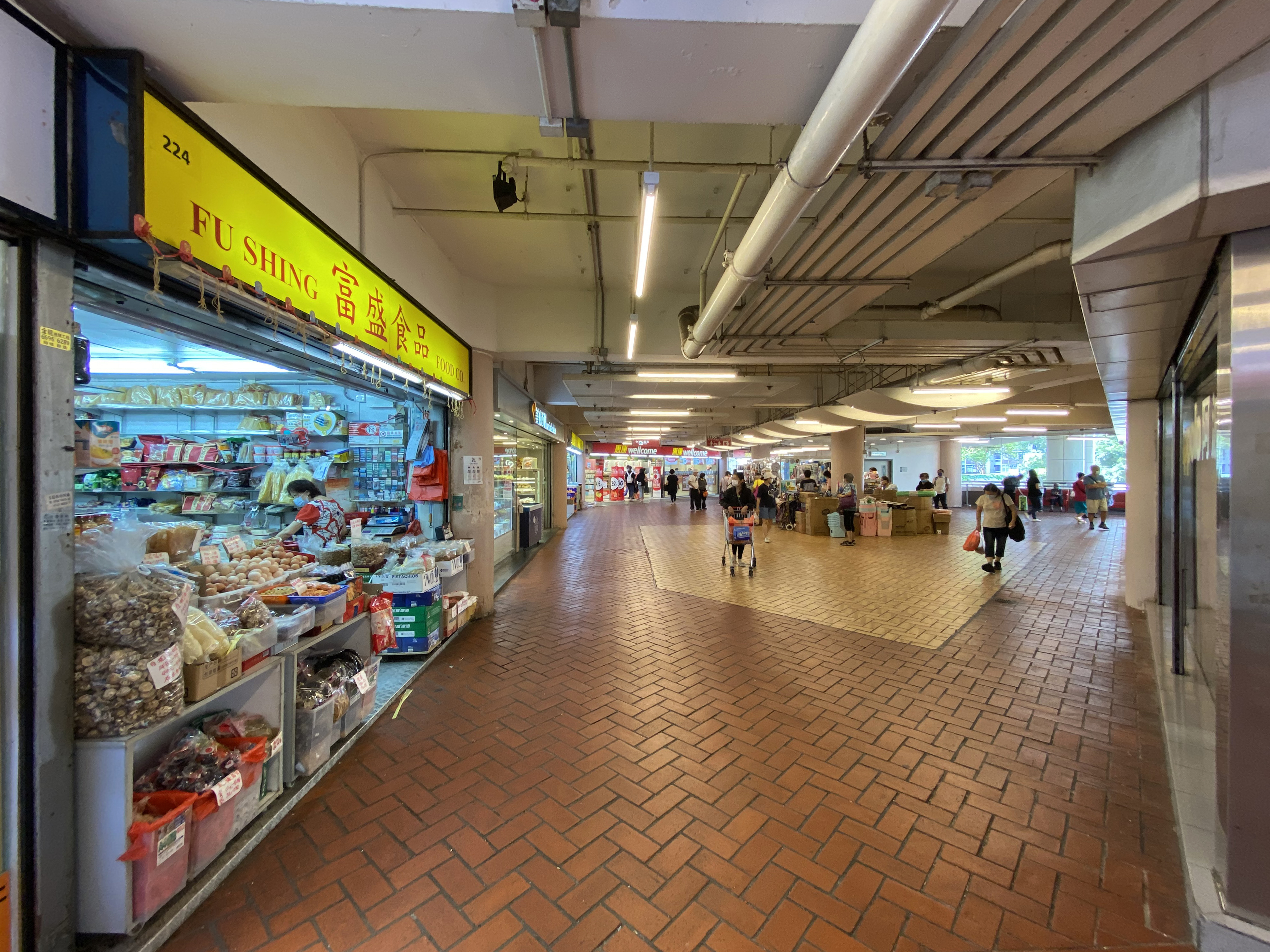
商場2樓
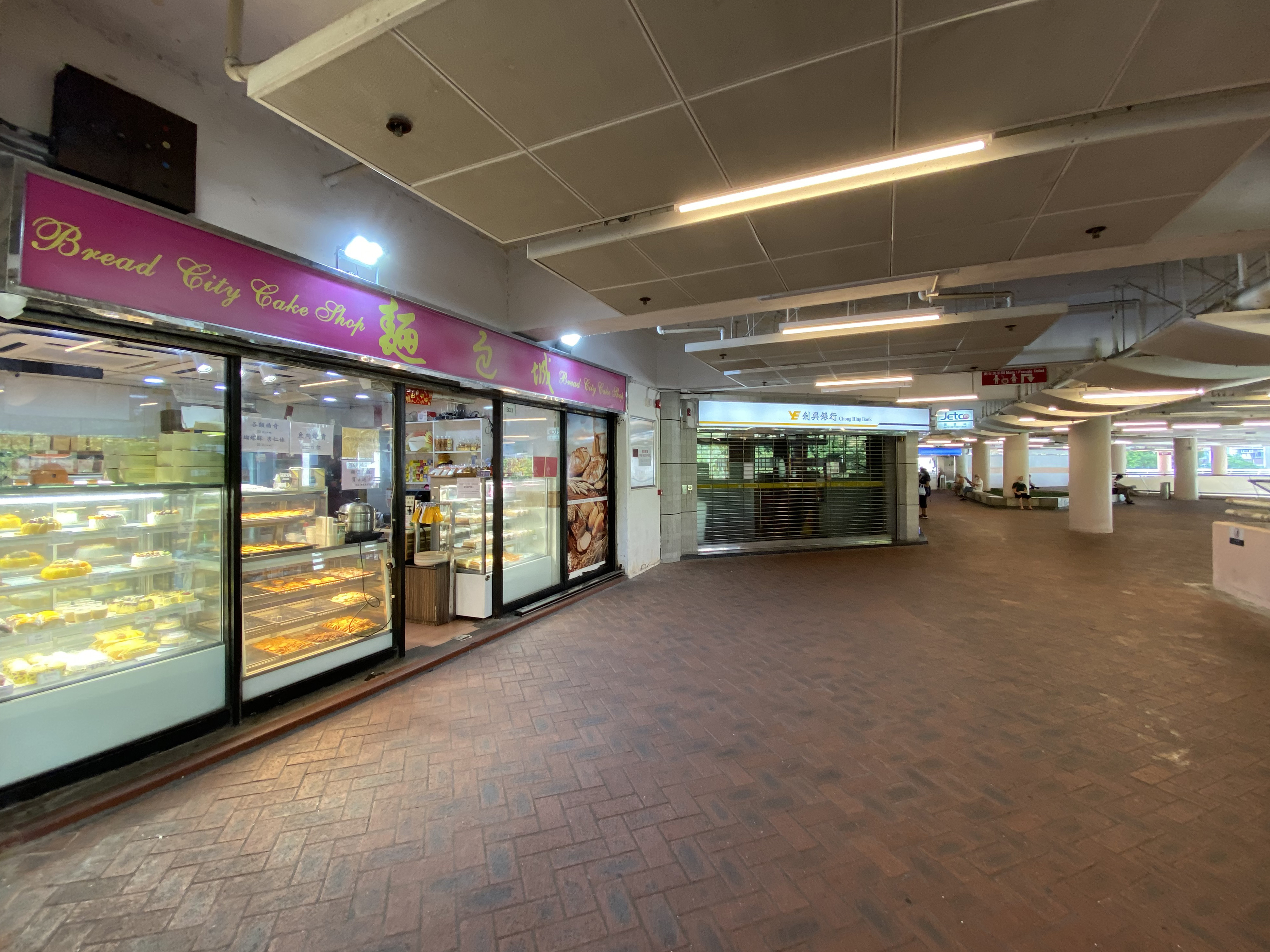
商場3樓
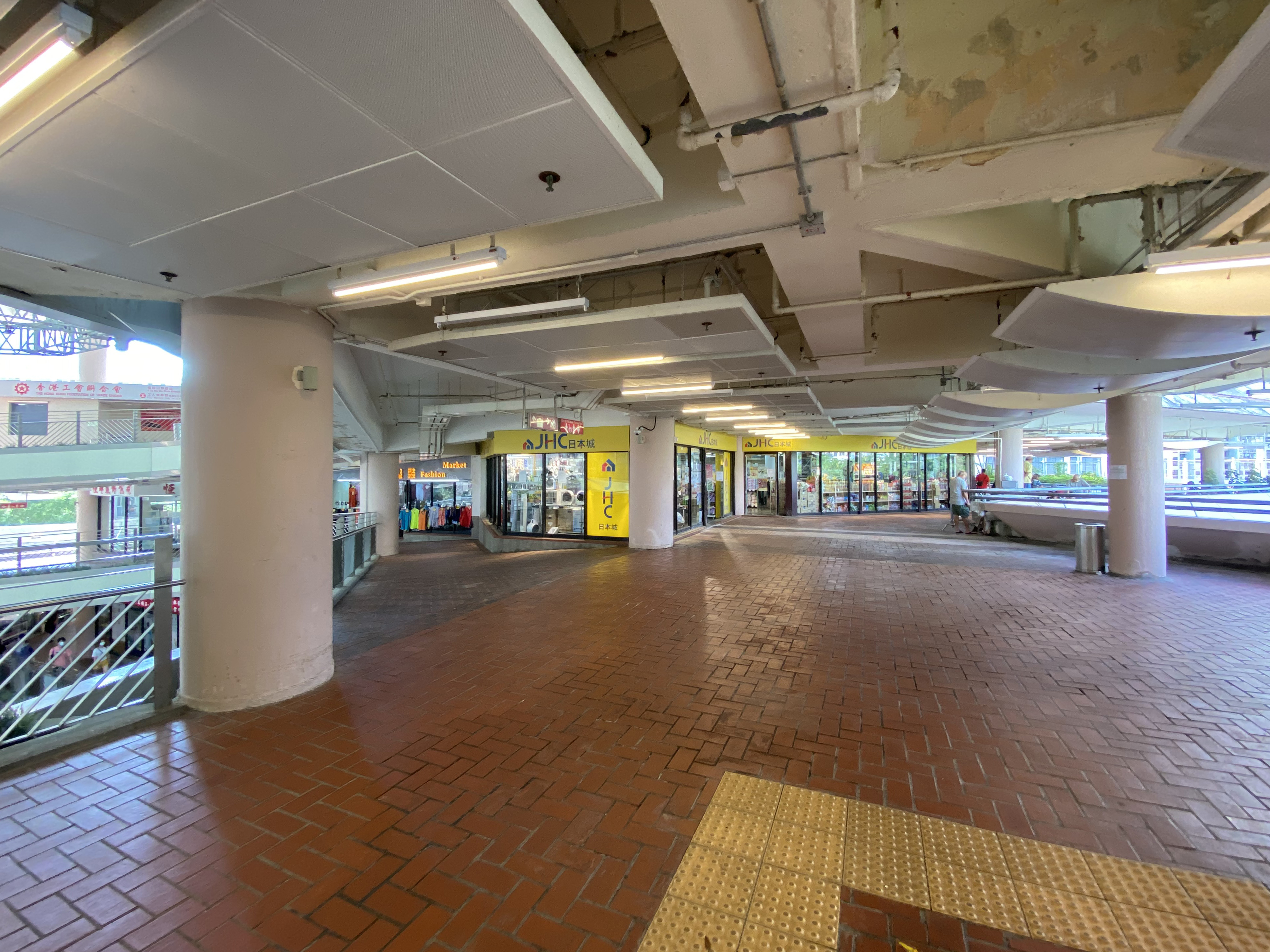
商場4樓

#### 恆安市場
恆安街市原由宏安集團旗下宏集策劃有限公司管理，到2017年11月1日改判予建華（街市）管理公司管理，並開始裝修，有開業多年的商戶指續約安排未明。翻新工程在2018年1月31日完成及開放，以歐陸式建築為設計概念。場內設有近80個商鋪，並新增一條新美食街；集合9間，港式、台式、日韓等小食店，不少食店更營業至凌晨2時。

#### 已遷出／結業
- 2019年

1. 三姐妹
2. 紹香園
3. 正一麵
4. 正一冰室
5. 自家工房

- 2020年

1. 舌尖回味
2. 糖3撞
3. 細記蔬菜
4. 好好蔬菜
5. 合成蔬菜
6. 新界農夫
7. 豐盛鮮果
8. 雄記海鮮
9. 壹樽凉茶
10. 包點先生
11. 米線大王

- 2021年

1. 樂園自家廚房
2. 快樂吧

- 2022年

1. 恆安牛肉
2. 集豐隆
3. 秋田包餅店
4. 定發蔬菜
5. 釗人蔬菜
6. 譚根・菜
7. 榮勝鮮果
8. 愈記食品批發
9. 信興裝修
10. 鄉下仔
11. HOPECHA

- 2023年

1. EcCok（簡單煮意）
2. 偉記（蔬菜）
3. 723蔬菜
4. 水門越過界
5. 川渝味道

- 2024年

1. 水菓通
2. 四喜牛腩
3. 千歲農場
4. 熊貓美食

- 2025年

1. 冒菜麻辣燙
2. 天毅水電

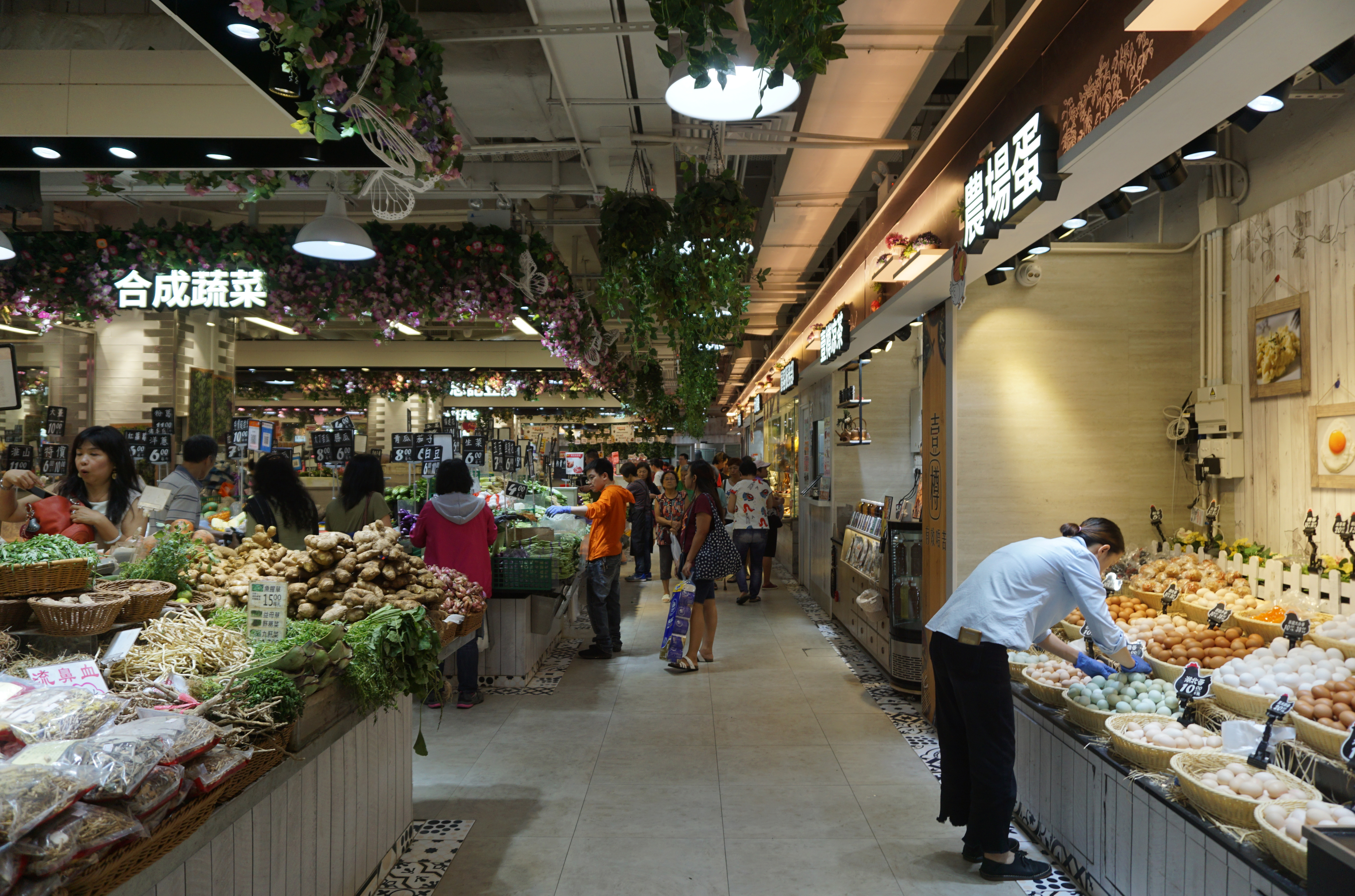
菜販、涼茶舖及雞蛋檔
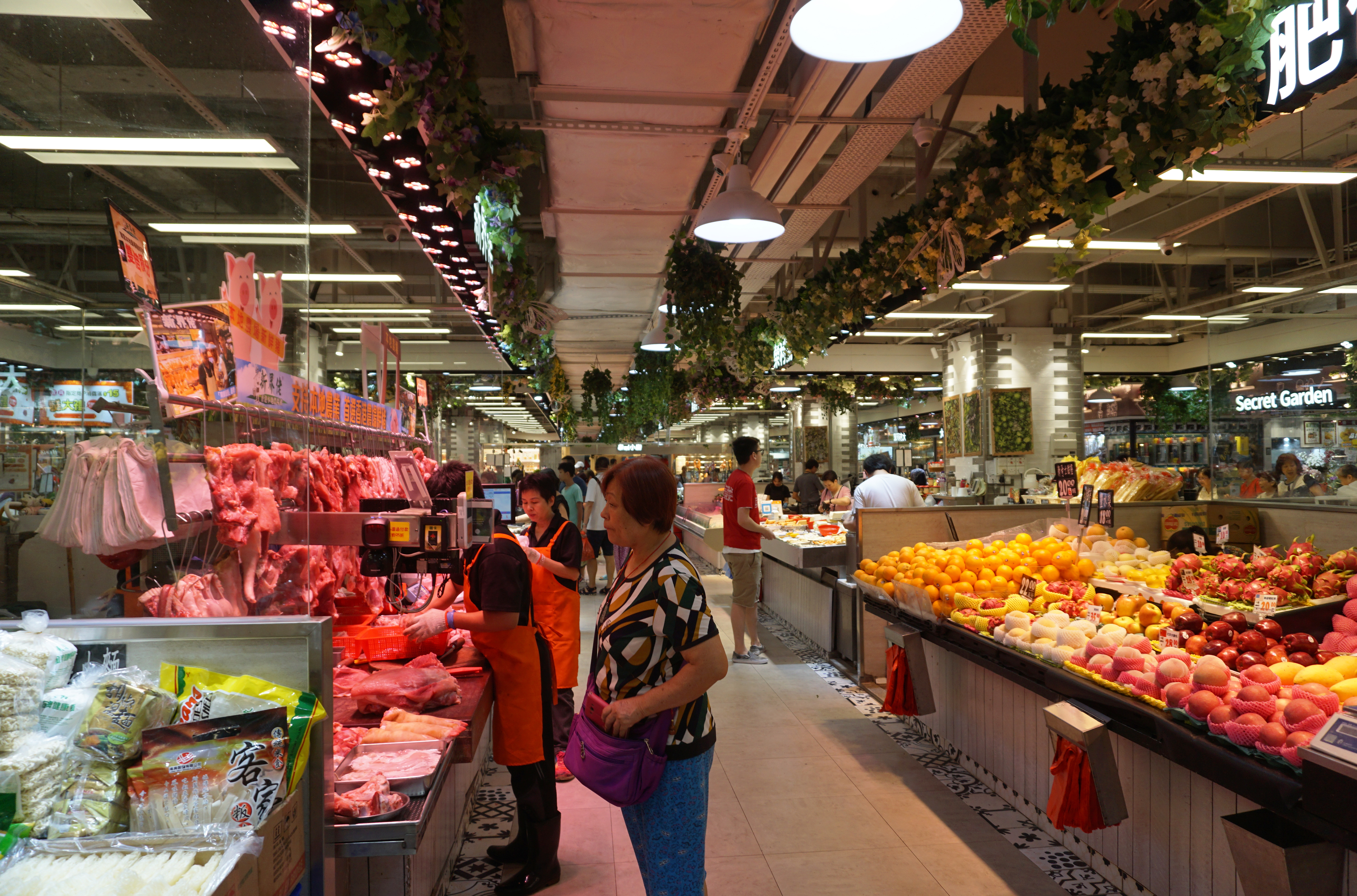
肉檔及水果檔
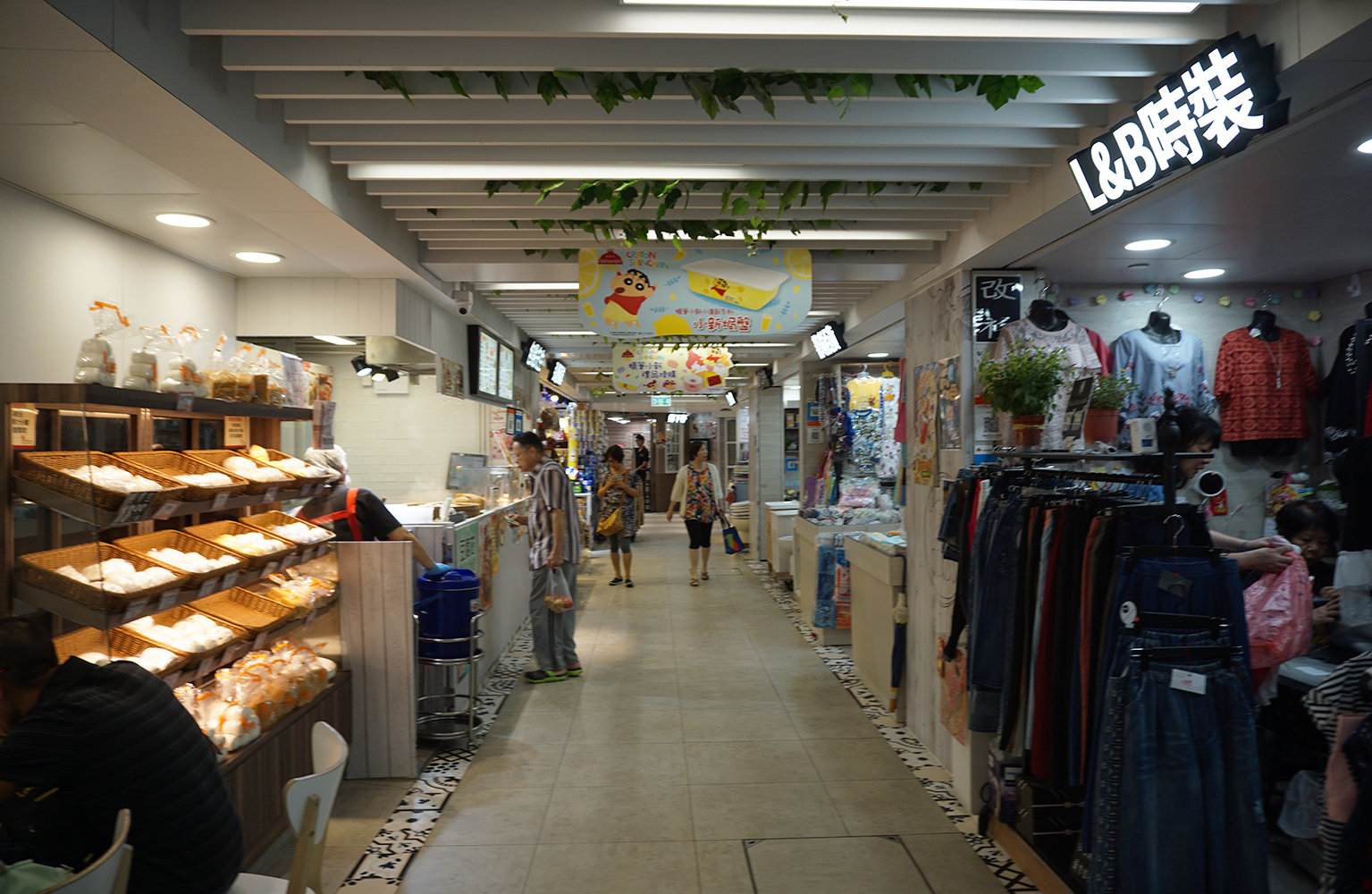
包點及時裝店
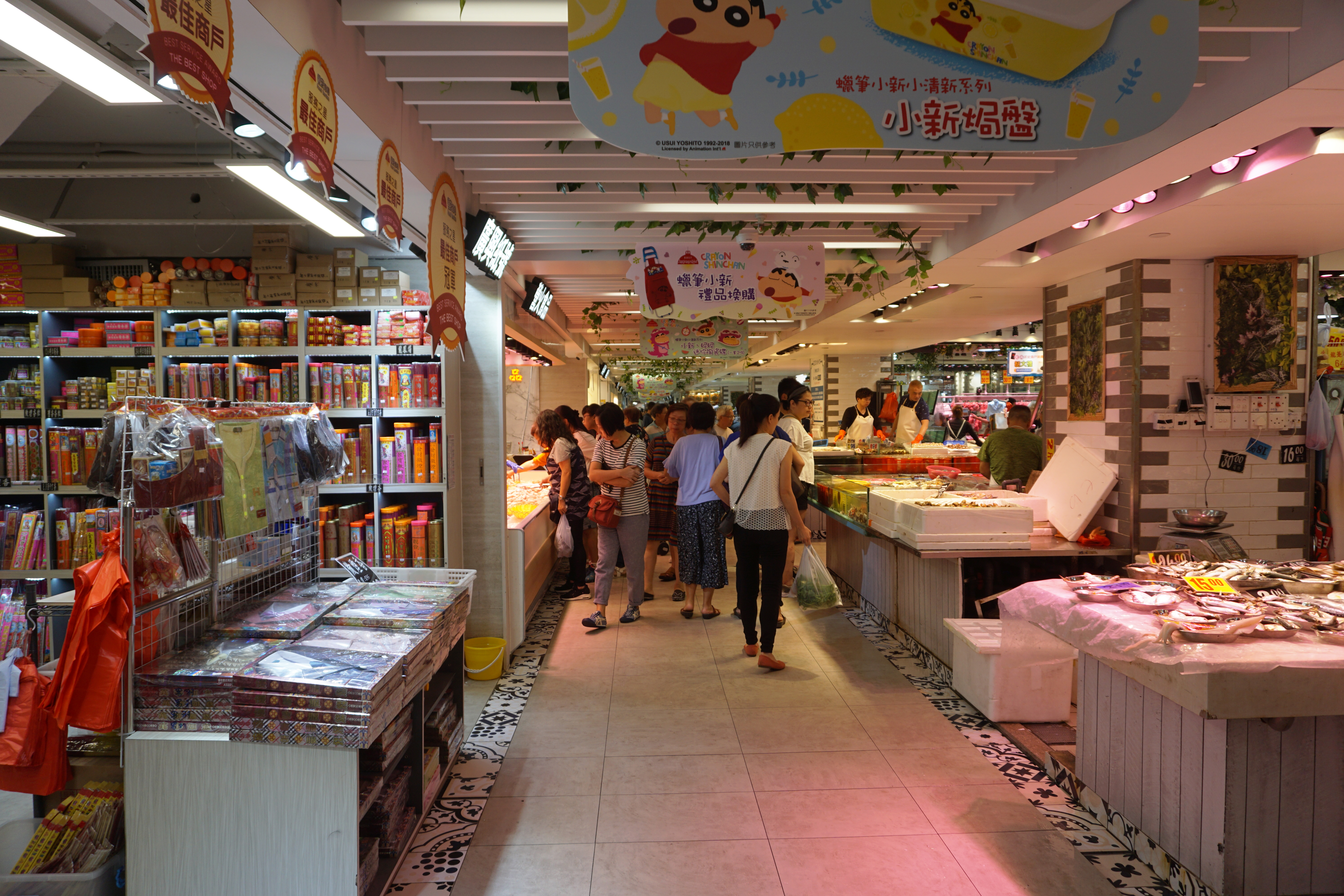
恆安市場香燭祭品店、海產及魚檔
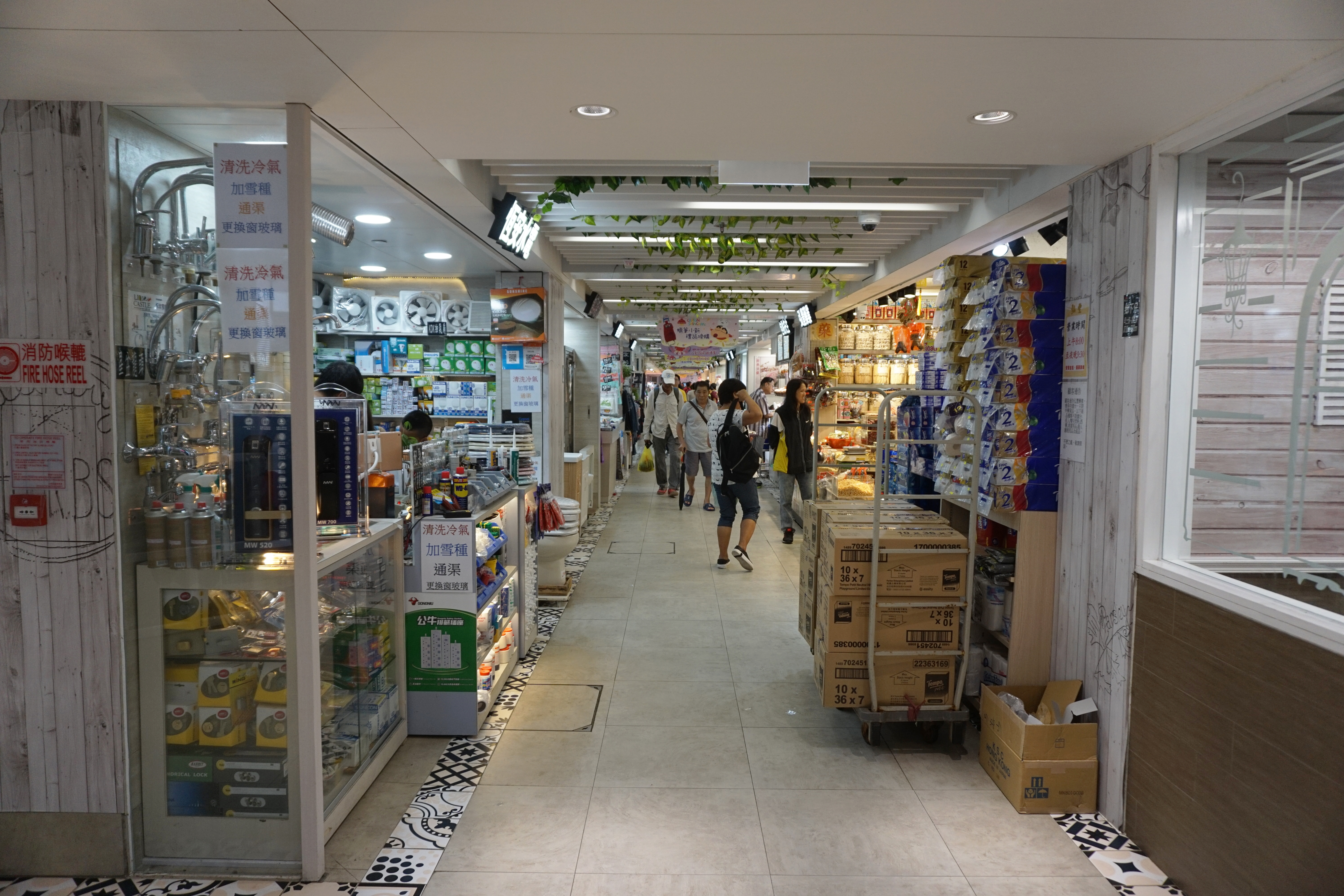
水電工程店及藥房
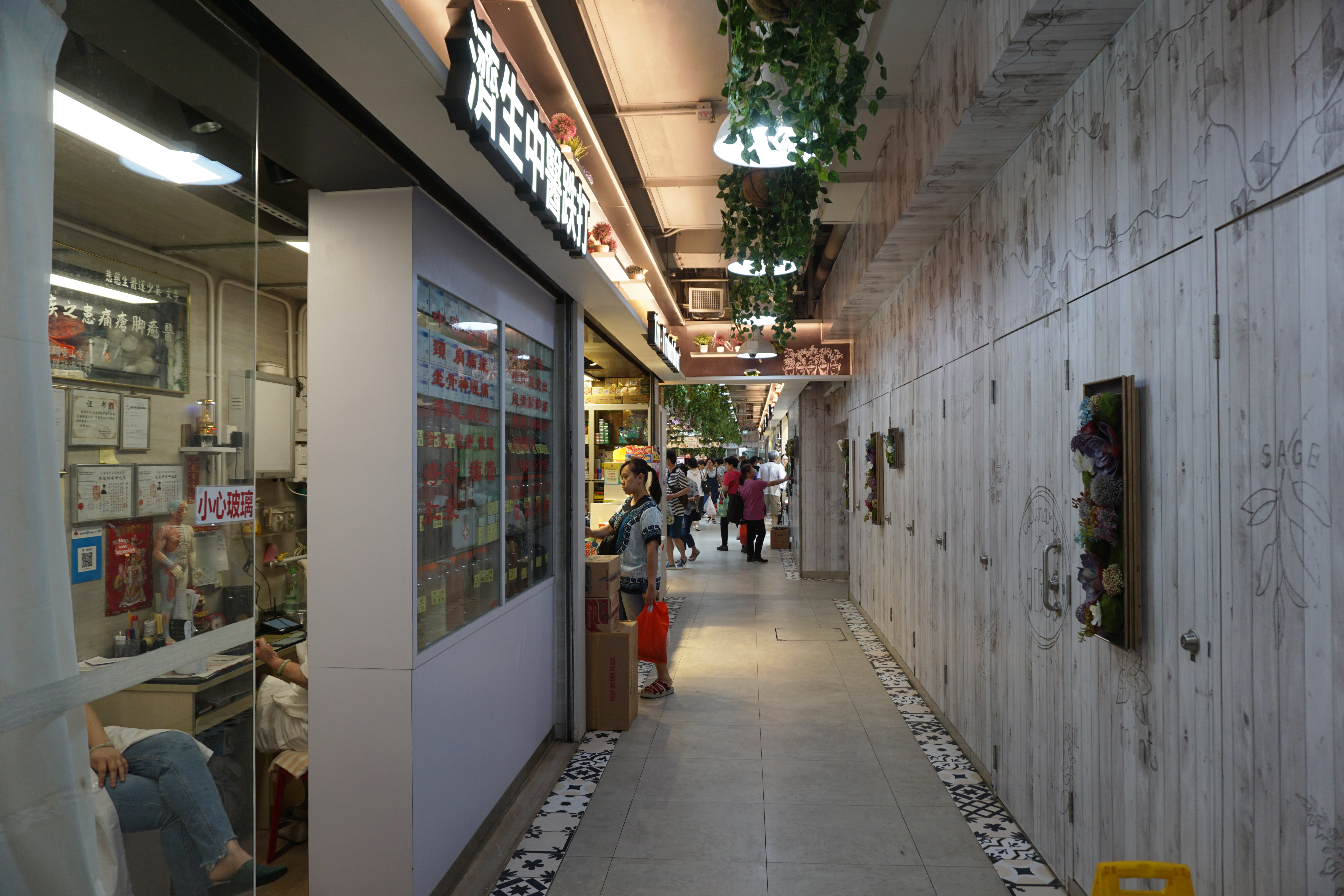
中醫跌打（現已結業）及印尼食品店（印尼食品店租埋中醫舖頭）
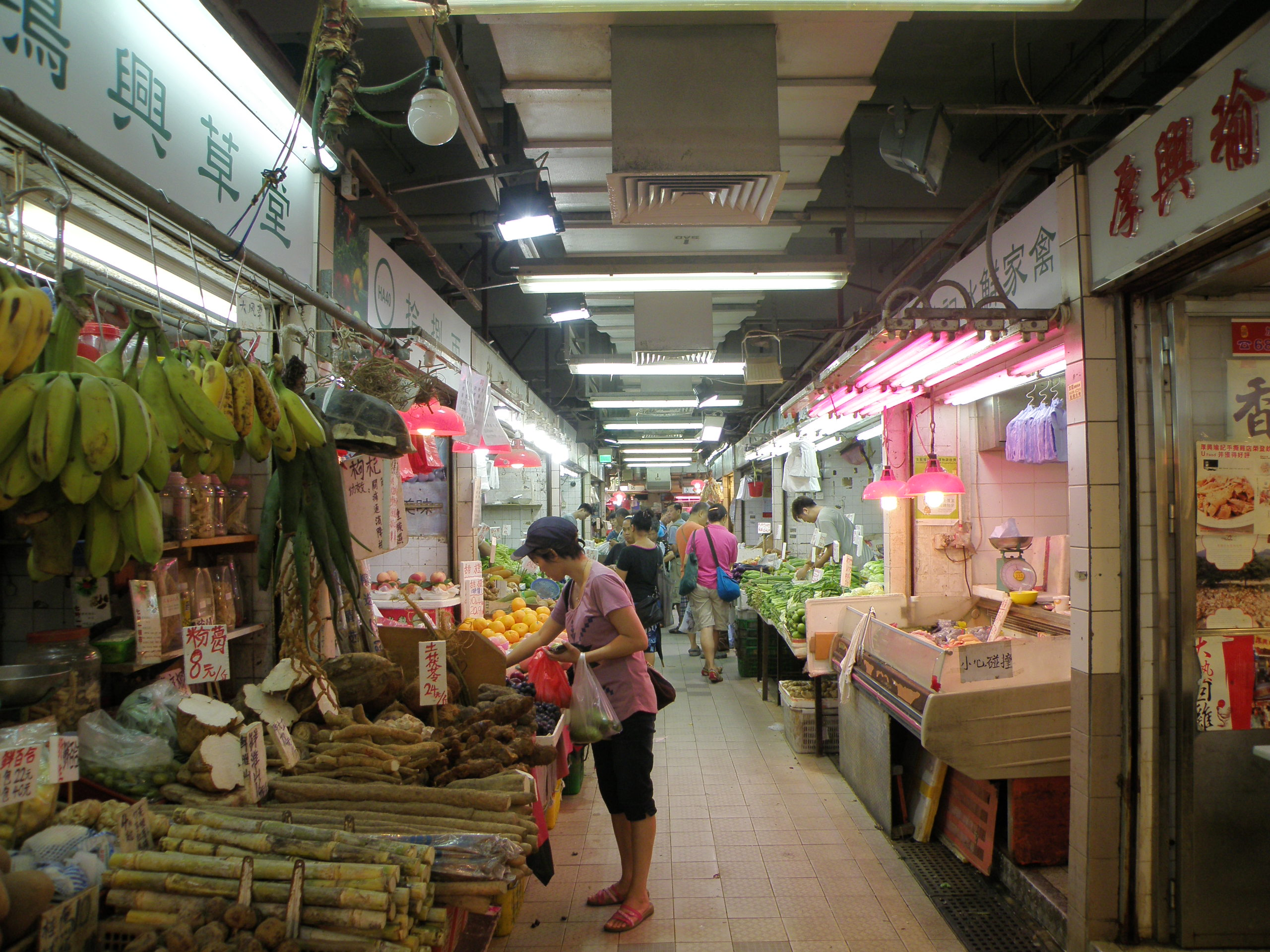
翻新前的恆安街市
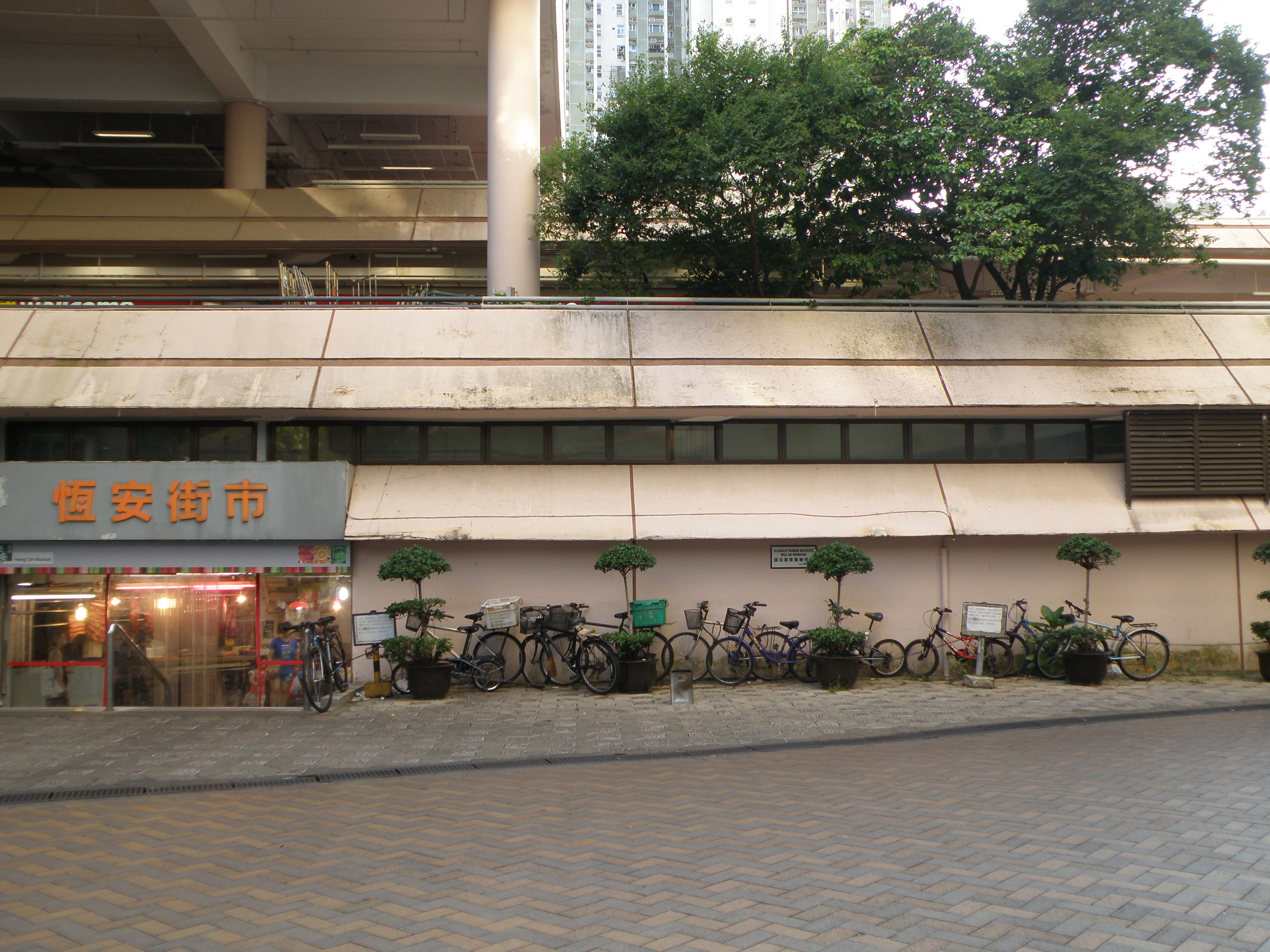
翻新前的恆安街市外觀及入口

### 社區服務設施及休憩用地
- 恆安社區中心
- 恆安體育館（恆安商場4樓，於1988年11月1日啟用）
- 非標準足球場（恆海樓後）
- 小型足球場（恆峰樓）
- 籃球場（恆山樓、恆日樓）

## 教育及福利設施

### 中學
- 青年會書院
- 潮州會館中學
- 保良局胡忠中學

### 小學
- 馬鞍山聖若瑟小學
- 馬鞍山信義學校

### 幼稚園
- 保良局馮梁結紀念幼稚園 （页面存档备份，存于） （1987年創辦）（位於恒月樓地下）
- 恒安浸信會幼兒學校 （页面存档备份，存于） （1988年創辦）（位於恒星樓地下1-5室）

#### 已結束
- 馬鞍山聖若瑟幼稚園（1987年創辦）（位於恒海樓地下）
- 路德會恒安幼稚園（1988年創辦）（位於恒日樓地下）

### 家長資源中心
- 協康會馬鞍山中心 （页面存档备份，存于）  （位於恆安社區中心地下4-5室）

### 綜合青少年服務中心
- 香港青少年服務處賽馬會恆安綜合青少年服務中心 （页面存档备份，存于） （位於恆安社區中心2至4樓）

### 閱讀中心
- 恆安白普理閱讀中心（恆峰樓A翼地下）

### 其他服務
- 基督教香港信義會社會服務部恩耀坊 （页面存档备份，存于）   （位於恆海樓地下1-8號）
- 保良局地區支援中心(沙田) （页面存档备份，存于）  （位於恆海樓地下17-24號）
- 香港耀能協會 賽馬會新頁居 （页面存档备份，存于）  （位於恆日樓地下）
- 救世軍恆安綜合復康服務（位於恆星樓地下17-24）
- 基督復臨安息日會恒安老人中心 (位於恆安社區中心1樓)

## 外景場地
香港電台法律節目裁決之誰憐赤子心
香港電台於1991年拍攝的法律節目《裁決》之誰憐赤子心曾在本邨內的潮州會館中學取景
無綫電視劇集《大時代》
無綫電視於1992年拍攝的經典電視劇《大時代》曾在恆安邨取景，劉青雲飾演的主角方展博一家，便是居住在恆安邨恆月樓，而楊羚飾演的方敏第28集也是在恆月樓走廊盡頭跳樓自殺，惟不少走廊、升降機大堂場景實為無綫電視城的廠景。而玲姐一家搬入恆安邨後，在恆安商場的「津津粥麵茶餐廳」開餐，目前已改為「聚喜燒鵝」
Vivtv劇集《那年盛夏我們綻放如花》
劇集部分取景於商場天台和商場內部

## 知名居民
- 容祖兒：香港女歌手、演員，曾居住恆星樓，就讀於馬鞍山信義學校，與王祖藍是同班同學，已經搬至將軍澳東港城
- 王祖藍：無線電視藝員，曾就讀於馬鞍山信義學校，與容祖兒是同班同學
- 黃翠如：前有線電視藝人，現無線電視藝人，曾居住於本邨，其姐姐黃翠紅曾與容祖兒是同班同學
- 楊怡：前無線電視藝員，曾就讀於潮州會館中學
- 賴慰玲：無線電視藝員、節目主持
- 符家浚：香港男歌手
- 李卓敏：香港新聞從業員，前新聞主播、記者
- 鄭則文：前沙田區議會恆安區議員兼任恆安邨業主立案法團主席

## 所屬區議會
恆安邨與毗鄰的錦鞍苑均屬於沙田區議會安，現任區議員是民主黨成員鄭則文。在立法會地區直選當中，則屬於新界東（LC5）選區。

### 歷屆議員
| 屆別                  | 議員   | 政治聯繫 | 政治聯繫        |
| --------------------- | ------ | -------- | --------------- |
| 1994年－1999年        | 陳道煬 |          | 民主黨 → 無黨籍 |
| 2000年－2003年        | 鄭則文 |          | 前 前綫         |
| 2004年－2007年        | 鄭則文 |          | 前 前綫         |
| 2008年－2011年        | 鄭則文 |          | 民主黨          |
| 2012年－2015年        | 鄭則文 |          | 民主黨          |
| 2016年－2019年        | 鄭則文 |          | 民主黨          |
| 2020年－2021年10月7日 | 鄭則文 |          | 民主黨          |
| 2021年10月8日至今     | 空缺   | 空缺     | 空缺            |

## 重大事件

### 其他事故
2001年7月，恆安邨一名18歲少女從高達35樓處跳下，恰好先跌在消防人員設置的救生充氣氣墊再反彈落地，大難不死，送院留醫數天可出院，成為香港目前唯一從高處跳樓輕生而奇蹟生還的人。

### 朱鎔基訪港參觀
1990年時任上海市市長朱鎔基訪港，除參觀房屋署外，亦與房屋署長馮通一起到恆安邨參觀，並探訪鄰近錦鞍苑寶鞍閣的某住戶。

### 英國首相參觀
1991年前英國首相馬卓安訪港，曾經到恆安邨參觀。

## 外部連結
- 房屋署恆安邨資料 （页面存档备份，存于）
- 恆安商場及停車場
- 馬鞍山區巴士線 （页面存档备份，存于）
- 馬鞍山區專線小巴線